# Senior TT

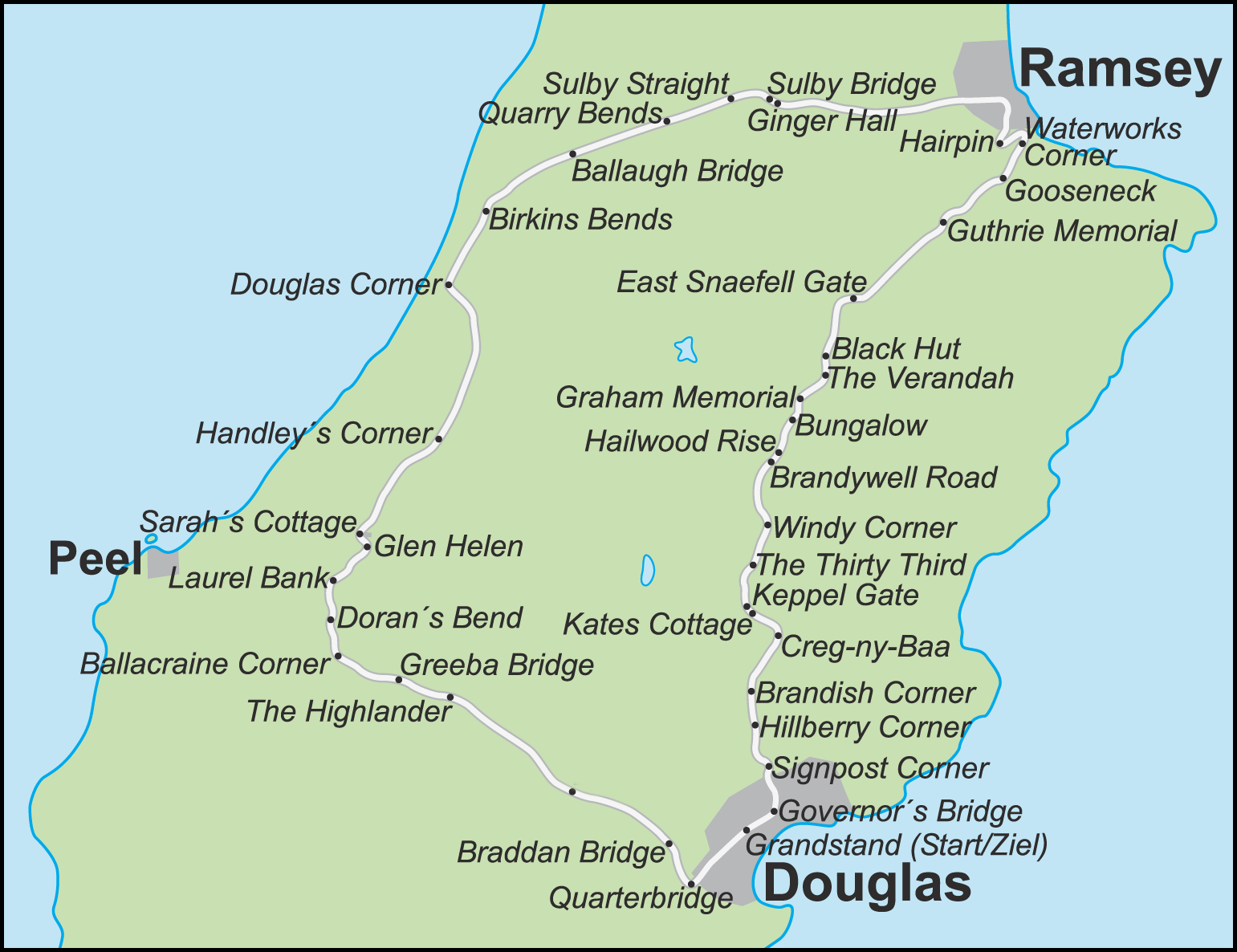
Snaefell Mountain Course

De Senior TT (Senior Tourist Trophy) is een wegrace die wordt georganiseerd tijdens de Isle of Man TT op het eiland Man. Ze vormt het koningsnummer van het TT festival dat een week duurt. Ze wordt op vrijdag gereden op de 60 km lange Snaefell Mountain Course. De winnaar krijgt de "Marquis de Mouzilly St. Mars trophy".
Van 1949 tot 1976 maakte de Senior TT als 500 cc klasse deel uit van het Wereldkampioenschap wegrace van de Fédération Internationale de Motocyclisme.

## Voorgeschiedenis
Het idee voor de "Tourist Trophy" van Man ontstond in een gesprek in de trein van Oostenrijk naar huis na de Trophée International van 1906, waar net als in de eerdere jaren flink gesjoemeld was met de regels. De broers Harry en Charlie Collier, de secretaris van de Auto-Cycle Union Freddie Straight en de markies de Mouzilly St. Mars zonnen op een manier om in eigen huis een eerlijke race te organiseren. Alleen op het Eiland Man bood het parlement, de Tynwald, de mogelijkheid om openbare wegen af te sluiten en af te wijken van de maximumsnelheid. Om toestemming te vergemakkelijken kreeg de wedstrijd de naam Tourist Trophy om het toeristische karakter te benadrukken. De motorfietsen moesten ook geschikt zijn voor gebruik op de weg, met normale zadels, spatborden, uitlaten enz. In 1907 werd de eerste Isle of Man TT verreden. De klasse-indeling was een groot probleem. De technische ontwikkelingen gingen zo snel, dat de Fédération Internationale des Clubs Motocyclistes ze niet kon bijhouden waardoor alle organisatoren hun eigen regels moesten vaststellen. In 1907 werd besloten tot twee klassen in de TT: één- en tweecilinders. Het brandstofverbruik was beperkt, waardoor de Fransen met hun snelle, speciale racemotoren buitenspel stonden. De eencilinders waren sneller en betrouwbaarder dan de tweecilinders en daarom mochten de tweecilinders in de latere jaren een grotere cilinderinhoud hebben.

## Senior TT

### Jaren tien
In 1911 kwam er een klasse-indeling naar cilinderinhoud. De Junior TT voor 350cc motoren en de Senior TT voor 500 cc eencilinders en 585cc tweecilinders. De coureurs vertrokken een voor een. De eerste Senior TT werd gewonnen door Oliver Godfrey met een Indian met een gemiddelde snelheid van 76,65 km/h. Indian zette in die tijd Britse rijders in op Man, want het 60 km lange circuit was enorm moeilijk om te leren en "buitenlanders" waren daardoor vrijwel kansloos. Toch reed ook de Canadees Jake DeRosier voor Indian. Het was de eerste keer dat de Snaefell Mountain Course gebruikt werd voor motorraces. In 1905 hadden de motorrijders er al getraind en gekwalificeerd voor de Trophée International, maar toen was gebleken dat ze de steile hellingen niet konden nemen, vooral de 7 km lange klim van Ramsey naar Bungalow. Daarom was tot en met 1910 de veel kortere St John's Short Course gebruikt, maar omdat de Britten als eerste het nut van koppelingen en versnellingsbakken hadden ingezien, was de "Mountain Course" voor hen nu een groot voordeel. Toch moesten een aantal merken snel een oplossing zoeken. Triumph gebruikte een drieversnellingsnaaf van Sturmey-Archer, Matchless gebruikte een in zes standen verstelbare riemaandrijving, AJS een drieversnellingsbak en Indian een tweeversnellingsbak. DeRosier, die al zes keer gevallen was tijdens de trainingen, leidde in de eerste ronde, maar hij viel weer bij nadering van Ramsey. Daardoor kon Oliver Godfrey het gevecht aangaan met Charlie Collier, maar die moest stoppen om te tanken. Er waren brandstofdepots bij Braddan en Ramsey, maar Collier werd gediskwalificeerd omdat hij ergens anders getankt had. Daardoor waren de eerste drie plaatsen toch voor Indian, maar Frank Phillipp reed met zijn Scott tweetakt de eerste ronde van meer dan 50 mijl per uur. De Senior TT eiste ook haar eerste slachtoffer en zelfs het eerste slachtoffer met een gemotoriseerd voertuig op het eiland Man toen Victor Surridge met zijn Rudge in de training crashte bij Glen Helen. In 1912 werd geen onderscheid meer gemaakt tussen het aantal cilinders en tot 1983 werd de cilinderinhoud vastgesteld op 500cc. Na de dood van Surridge besloten veel motorfietsmerken tot een boycot van de TT. Toen bekend werd dat Indian niet meer zou deelnemen, draaide men echter bij. De race in 1912 leek op een dubbel voor Scott uit te draaien. Frank A. Applebee ging aan de leiding en Frank Phillipp was tweede tot hij in de laatste ronde een klapband kreeg bij Ballaugh. In 1913 werden zowel de Junior als de Senior TT opgesplitst in twee races. De Junior legde in de eerste race twee van haar zes ronden af, de Senior drie van haar zeven ronden. Daardoor konden ze twee dagen later samengevoegd worden om elk nog vier ronden tegelijk te rijden. Zo startten 44 Junior rijders en 97 Senior rijders in dezelfde race. In de Senior waren liefst 32 merken vertegenwoordigd, waarbij nu ook BSA, Brough, Ariel en Rover waren aangelokt door de reclame-effecten van de TT. Frank Bateman had de leiding genomen met zijn Rudge, maar hij crashte door een lekke band bij Creg-ny-Baa. Hij overleed aan zijn verwondingen. Tim Wood (Scott) won de race, maar het team van Rover kreeg de teamprijs, hoewel de beste Rover (Doug Brown) slechts vijftiende werd. Na twee dodelijke ongevallen werden in 1914 helmen verplicht. De startlijn werd verplaatst van Quarterbridge Road naar de top van Bray Hill. In de Senior TT ging Tim Wood aan de leiding tot zijn ontstekingsmagneet kapot ging. Harry Collier nam het over tot hij crashte en Charlie Collier moest langzamer rijden door problemen met zijn versnellingsnaaf. Cyril Pullin won daardoor de wedstrijd. Een heftige strijd om de tweede plaats werd gewonnen door Oliver Godfrey (Indian), maar dankzij de derde plaats van Howard Davies kreeg Sunbeam de teamprijs. Hierna moesten de meeste merken overschakelen op oorlogsproductie vanwege het uitbreken van de Eerste Wereldoorlog. Het duurde tot 1920 alvorens er weer geracet werd op Man.

### Jaren twintig

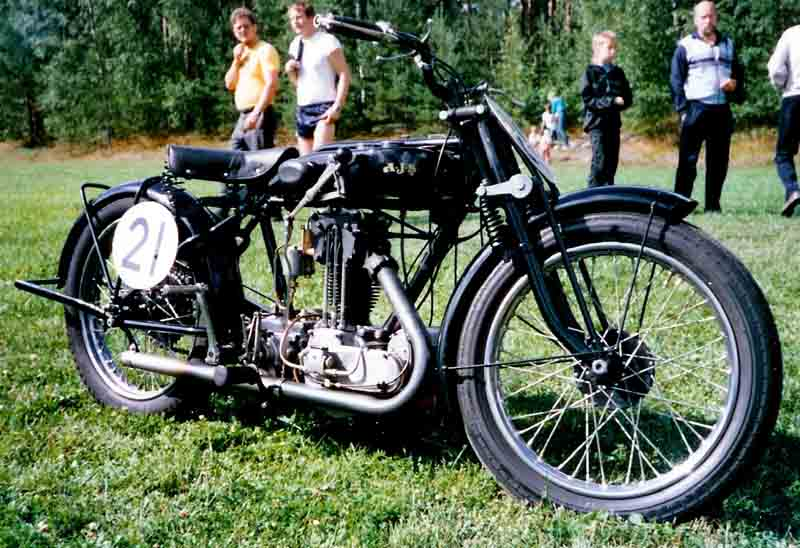
AJS 500cc racer uit 1927

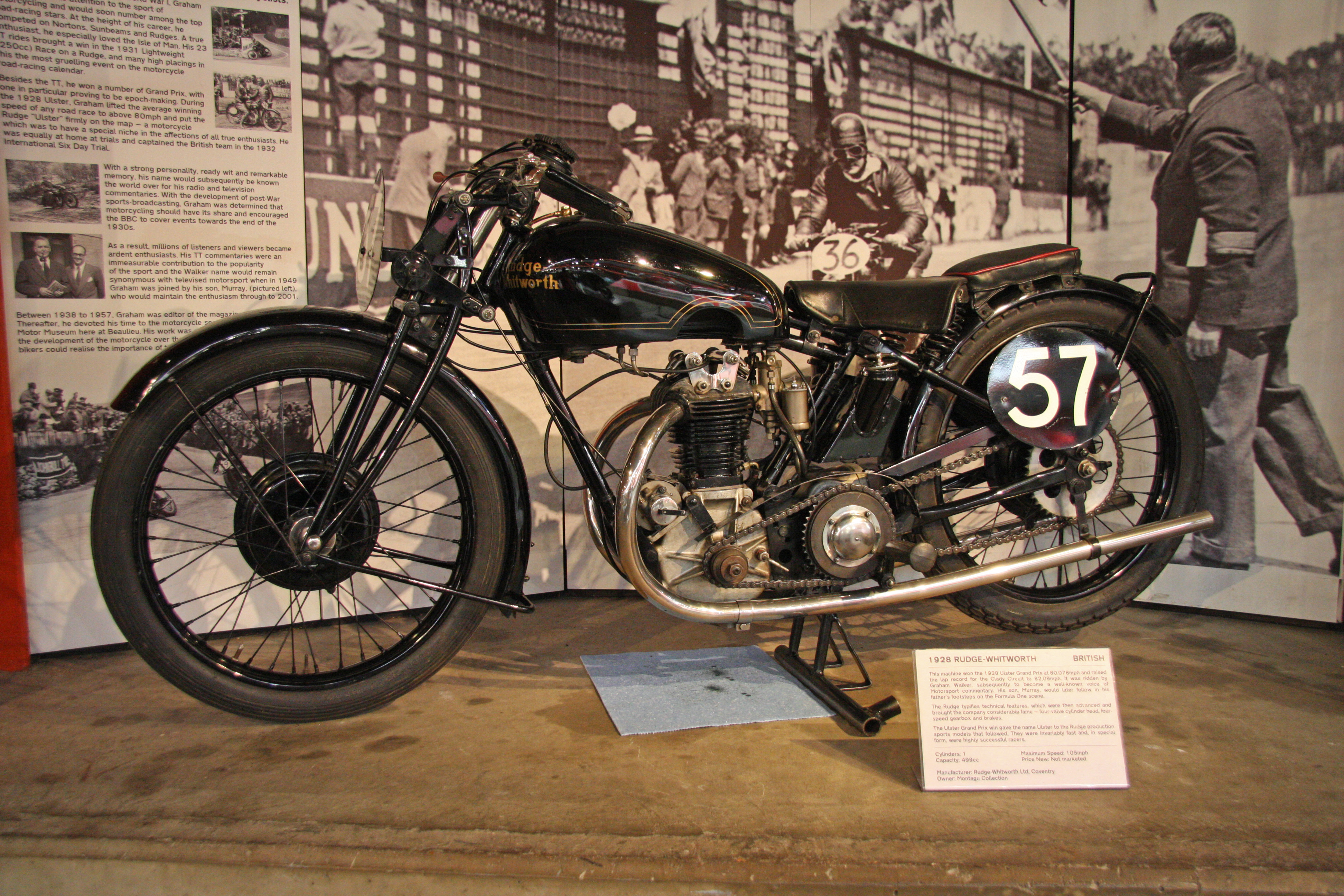
500cc Rudge Whitworth van Graham Walker uit 1928

Vóór er in 1920 geracet kon worden eiste de ACU dat het aantal deelnemers teruggebracht zou worden naar maximaal dertig per klasse. Bovendien werd de Snaefell Mountain Course iets verlengd doordat de rijders bij Cronk-ny-Mona linksaf sloegen langs Signpost, Bedstead en Governor's Bridge en langs een nieuwe start/finish. In de Senior startten slechts vier fabrieksteams: Sunbeam, AJS, Indian en Norton. Lokale rijder Doug Brown (Norton) ging korte tijd aan de leiding maar werd ingehaald door de latere winnaar Tommy de la Hay (Sunbeam). Brown en de la Hay waren de eersten die een gemiddelde van meer dan 50 mph (80 km/h) haalden. 
In 1921 schreven er alweer 12 fabrieksteams in voor de Senior TT, en Howard Davies schreef geschiedenis door als eerste (en tot dusver enige) deze wedstrijd te winnen met een Junior TT machine, een 350cc AJS. Het was ook een historische race, in elke ronde reed iemand anders aan de leiding: Freddie Dixon (Indian), Alec Bennett (Sunbeam) en Freddy Edmond (Triumph). In de laatste ronde ging het tussen Bennett en Davies, maar Bennett viel terug en Davies had aan het einde 2 minuten en 15 seconden voorsprong op Dixon. Edmond reed een nieuwe snelste ronde met 56,4 mph. Na enig gerommel tussen de ACU en de regering van Man over de kosten van de organisatie, ging de TT van 1922 toch gewoon door. De Senior TT was op zich een saaie race; voor het eerst reed iemand van start tot finish aan de leiding. Dat was Alec Bennett met zijn Sunbeam. Maar er startte ook een veelbelovende jongeling: Jimmie Simpson die met zijn tweetakt Scott uitviel. In 1923 werd de Senior TT onder zeer slechte weersomstandigheden verreden. Waarschijnlijk hielp dat lokale man Tom Sheard aan zijn tweede overwinning. Hij had in 1922 de Junior TT gewonnen en kende de weg ook als het zicht slecht was. De Senior TT van 1924 werd tegelijk met de 250cc Lightweight TT gereden. De Lightweight startte slechts vijf minuten vóór de Senior en dat gaf nogal wat problemen voor de veel snellere 500cc rijders, die soms op hun beurt moesten wachten om de langzamere deelnemers te kunnen inhalen. Freddie Dixon ging vier ronden lang aan de leiding en had zelfs 2 minuten voorsprong toen zijn Indian inhield en Alec Bennett (Norton) voorbij ging. Samen met Harry Langman (Scott) en Dixon reed hij voor het eerst meer dan 60 mph gemiddeld over de race. Voor de organisatie was dit al in voorgaande jaren een punt van zorg geweest. Men vreesde dat het doorbreken van het racegemiddelde van 60 mijl per uur voor grote gevaren zou gaan zorgen. 1925 Was een succesvol jaar voor Howard R. Davies. Hij startte in zowel de Junior als de Senior TT met zelfgebouwde machines, die HRD heetten en door JAP motoren werden aangedreven. In de Junior werd hij tweede, maar hij won de Senior TT in een nieuwe recordtijd van 3 uur 25 minuten 25,8 seconden vóór de fabrieksmachines van Frank Longman (AJS) en Alec Bennett (Norton). In 1926 was het circuit aanmerkelijk verbeterd en zelfs de "Mountain Section" was geasfalteerd. Een aantal Italiaanse merken verscheen voor het eerst aan de start, maar Stanley Woods, die debuteerde voor Norton, won de race. Jimmy Simpson reed met een AJS de eerste ronde boven de 70 mph. In 1927 zorgde het dodelijke ongeval van Archie Birkin voor een aanpassing van de reglementen: nadat hij moest uitwijken voor een viskar en tegen een muur reed, werd besloten het openbare verkeer ook tijdens de trainingsdagen stil te leggen. In dat jaar kwam Norton met de OHC modellen die nog jaren zouden domineren en uiteindelijk zouden leiden tot de beroemde "Norton Manx". Ook de coureurs waren niet de minsten: Stanley Woods, Alec Bennett en Joe Craig. Woods was favoriet en hij leidde de eerste vier ronden, maar hij viel terug met een slippende koppeling, waardoor Bennett kon winnen vóór Jimmy Guthrie (New Hudson) en Tom Simister (Triumph). In 1928 werd de bocht bij Rhencullen waar Archie Birkin verongelukt was omgedoopt tot "Birkin's Bend" als herinnering aan Archie. De Senior TT werd onder zeer slechte omstandigheden gereden. Na een lange periode van droogte reed men door hevige regen en dichte mist. Terwijl een aantal concurrenten langs de weg stopten, reed Charlie Dodson door en hij werd de verrassende winnaar met zijn Sunbeam. In 1929 bewees Dodson dat hij ook met goed weer kon winnen. De race werd aanvankelijk aangevoerd door Henry Tyrell-Smith, maar hij viel bij Glen Helen. Hij werd toch de held van de dag, want hij werd opgelapt in het Glen Helen Hotel, zette de achtervolging in en werd toch nog derde. Hij bleek een beenwond en drie gebroken ribben te hebben.

### Jaren dertig
1930 Was een succesjaar voor Rudge, dat met nieuwe machines met vier kleppen aan de start kwam en de eerste drie plaatsen in de Junior TT bezette, maar ook de eerste twee in de Senior. De TT kreeg voor het eerst aandacht van de Radio, toen de BBC verslag deed van de Senior TT. Wal Handley werd de eerste rijder die in alle drie TT klassen gewonnen had, toen hij de Senior won. Graham Walker werd tweede en Jimmie Simpson met zijn Norton derde. Handley had zijn Rudge geleend van Jim Whalley toen zijn eigen FN niet op tijd op het eiland Man was gearriveerd. In 1931 sloeg Norton hard terug. De fabriek had de hele winter gewerkt om de smeerproblemen op te lossen die de machines in 1930 geplaagd hadden. Stanley Woods, Jimmy Guthrie, Tim Hunt en Jimmie Simpson vormden het fabrieksteam. Hunt won de Junior- en de Senior race. Guthrie en Woods werden in de Senior tweede en derde en Hunt reed de snelste ronde en de eerste ronde sneller dan 80 mph. In 1932 werd de race bezocht door Prins George, de toekomstige koning. Hij bekeek de Senior TT bij de "Grandstand" in Douglas en bij Creg-ny-Baa. Norton was nog steeds oppermachtig en bezette weer de eerste drie plaatsen. In 1933 werd het voor het eerst een een-twee-drie in twee klassen voor hetzelfde merk: Norton. Stanley Woods won beide klassen. In 1934 waren Stanley Woods en Ernie Nott overgestapt op Husqvarna, maar Nott viel al snel uit en Woods kwam zonder benzine te staan, waardoor Norton weer gemakkelijk won. Woods kwam samen met Omobono Tenni in 1935 met Moto Guzzis naar het eiland. Woods won in de Lightweight TT én in de Senior TT, Tenni viel in de Lightweight uit. In de Senior TT ging Jimmy Guthrie een half uur vóór Woods van start en het Norton team kon dus de vorderingen van Woods gemakkelijk volgen. Men dacht dat Woods nog moest tanken in de laatste ronde, en Guthrie kreeg bij Ramsey het sein het rustig aan te doen, want hij was die laatste ronde al met 26 seconden voorsprong begonnen. Woods reed echter de pit voorbij en Norton had geen kans meer om Guthrie te waarschuwen. Woods reed de snelste ronde ooit terwijl Guthrie rustig naar de streep toerde. Woods reed 26 minuten en 10 seconden over de laatste ronde met een gemiddelde van 86,53 mph (139,26 km/h). Hij won met vier seconden voorsprong op Guthrie. Als gevolg van de Tweede Italiaans-Ethiopische Oorlog en de oplopende spanningen tussen het Verenigd Koninkrijk en Italië kon Woods in 1936 niet meer met Italiaanse motorfietsen aan de start komen. Daarom reed hij in de Senior TT voor Velocette. Hij verbeterde het ronderecord weer, maar werd toch tweede achter Guthrie (Norton), met Freddie Frith (Norton) als derde. In 1937 ontspon zich een geweldige race tussen Jimmy Guthrie (Norton), Stanley Woods (Velocette) en Freddie Frith (Norton). In de vijfde ronde viel Guthrie stil vlak achter Gooseneck. Op de plaats waar hij stil kwam te staan werd later de Guthrie's Memorial opgericht, want het zou Jimmy's laatste race op Man zijn. Later in het jaar verongelukte hij tijdens de Grand Prix van Duitsland. Na het uitvallen van Guthrie gingen Frith en Woods afwisselend aan de leiding en de laatste ronde reden ze met meer dan 90 mph gemiddeld. Frith won met 15 seconden voorsprong op Woods. In 1938 zorgde Harold Daniell voor sensatie door de Senior te winnen vóór Woods en Frith. In de voorlaatste ronde nam hij de leiding, maar de allerlaatste ronde reed hij in een nieuwe recordtijd van 24 minuten en 52,6 seconden. Dit ronderecord zou twaalf jaar blijven bestaan. Woods en Frith gingen de laatste ronde in met dezelfde tijd, maar uiteindelijk werd Woods tweede met 1,6 seconden voorsprong. In 1939 besloot de regering van Adolf Hitler haar prestige te vergroten door een flink aantal deelnemers naar de TT te sturen met BMWs, NSUs en DKWs. Norton besloot zich juist helemaal op de oorlogsproductie te werpen en geen team af te vaardigen, maar uiteindelijk kregen Freddie Frith en Harold Daniell de machines uit 1938. De Duitser Karl Gall verongelukte tijdens de trainingen, maar toch besloot BMW deel te nemen aan de Senior, en Georg "Schorsch" Meier en Jock West waren met hun BMW RS 500 compressorracers niet te verslaan. Eigenlijk was er alleen strijd om de derde plaats, die Frith met zes seconden voor Woods pakte. Een kleine gedenksteen bij Ballaugh Bridge herinnert aan Karl Gall.

### Jaren veertig
Na de Tweede Wereldoorlog duurde het nog tot 1947 alvorens er weer een Isle of Man TT gereden werd. Compressoren waren inmiddels verboden en bovendien moest er benzine met een laag octaangetal worden gebruikt. Eigenlijk werd nog steeds geracet met motorfietsen van vóór de oorlog. De Duitsers waren nog uitgesloten en daarom kon Harold Daniell met zijn Norton gemakkelijk winnen, zeker nadat Freddie Frith in de training gevallen was bij Ballacraine waardoor hij een schouderluxatie opliep en Stanley Woods zijn carrière beëindigd had. In 1948 stonden de Moto Guzzis van Omobono Tenni en Ernie Lyons na de trainingen vooraan en de Nortons waren zelfs niet bij de eerste zes. Lyons crashte kort na de start bij Bungalow zodat Tenni aan de leiding kwam vóór de Triumphs van Bob Foster en Ken Bills. Foster viel uit en Tenni maakte een lange pitstop waardoor Leslie Graham op kop kwam. Bij Ballig Bridge viel zijn AJS stil waardoor Tenni de leiding weer overnam. Die reed weg van de rest, zette een snelste ronde van 88,06 mph neer maar moest in de vijfde ronde bij Union Mills stoppen om aanpassingen aan zijn motor te doen. Artie Bell (Norton) nam de leiding vóór Harold Daniell (Norton). Er vielen echter nog meer mensen uit. Bills en Jock West kwamen langs de kant te staan en in de laatste ronde ook Daniell bij de 13e mijlpaal. Daardoor werden de relatief onbekende rijders Bill Doran en Jock Weddell tweede en derde en werd het toch nog een groot succes voor Norton. 

#### Wereldkampioenschap wegrace
In 1949 stelde de FIM het wereldkampioenschap wegrace in. De wedstrijden werden gereden in België, Italië, Nederland, Ulster, Zwitserland, en Groot-Brittannië. De Britse wedstrijd werd de Isle of Man TT, hoewel het eiland formeel geen deel uitmaakt van het Verenigd Koninkrijk. In tegenstelling tot de andere races bleef de TT een tijdrit, maar nu startten de rijders twee aan twee, met uitzondering van de Lightweight TT, die al in 1948 een massastart had gehad. De Duke of Edinburgh startte de Senior TT. Aan het einde van de eerste ronde waren de tijden van Les Graham (AJS), Ted Frend (AJS) en Bob Foster (Moto Guzzi) exact gelijk. In de vierde ronde crashte Frend bij Glen Helen. Foster reed voorop tot zijn koppeling het bij Sulby begaf en daardoor leidde Graham vóór Harold Daniell (Norton). Aan het begin van de laatste ronde had Graham 1½ minuut voorsprong, maar bij Hillberry kwam hij duwend voorbij om uiteindelijk tiende te worden. 

#### Clubmans Senior
De ACU introduceerde in 1947 ook de "Clubmans" klassen voor privérijders op clubman motoren die vrijwel standaard moesten zijn, compleet met verlichting en kickstarters en zonder megafoonuitlaten. De Clubmans klassen (Clubmans Junior, Clubmans Lightweight en Clubmans Senior) reden tegelijk, hoewel de Lightweight slechts drie ronden reed en de andere klassen vier. In 1949 werd ook de Clubmans 1000 cc TT toegevoegd. De Clubmans Senior van 1949 werd gewonnen door een veelbelovende amateur, Geoff Duke.

### Jaren vijftig

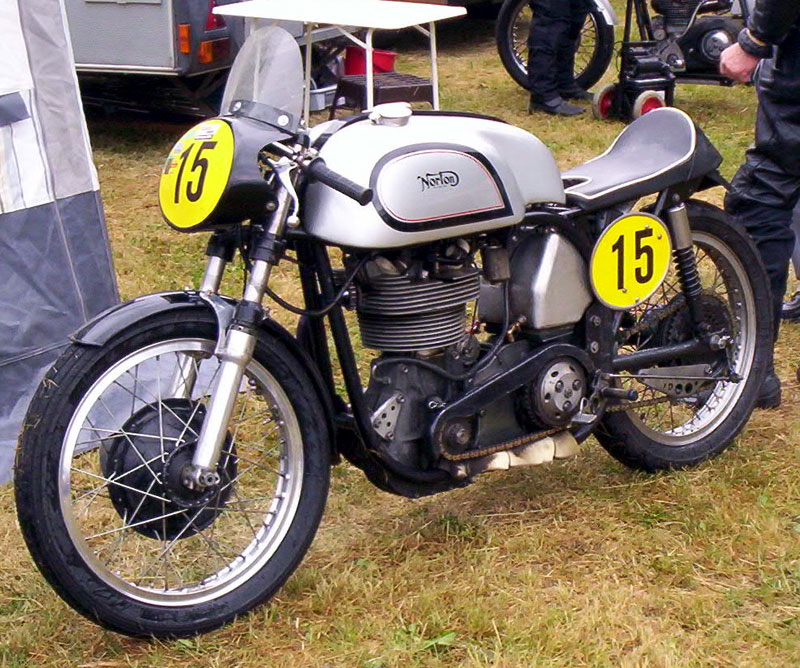
Norton Manx 500cc uit 1953

In 1949 had Geoff Duke de Clubmans Senior én de Manx Grand Prix gewonnen, en Norton contracteerde hem voor de Junior en de Senior TT van 1950. Bovendien hadden de Nortons nu het beroemde Featherbed frame. In dat jaar verdween ook de benzinerantsoenering en daarmee de laag-octaanbenzine. Dat betekende een grote vooruitgang in de rondetijden. In de Senior TT leidde Geoff Duke van start tot finish en hij verbeterde de ronde- en de racerecords. Teamgenoot Artie Bell werd tweede. In 1951 had MV Agusta Leslie Graham bij AJS weggekocht om in de Senior TT en in de opnieuw ingevoerde Ultra-Lightweight TT te starten, maar in de Senior viel hij uit. Duke herhaalde zijn kunstje van het jaar ervoor: hij leidde van start tot finish en brak weer alle records. In 1952 leidde Duke de eerste vier ronden, maar toen stopte hij in de pit met koppelingsproblemen. Reg Armstrong hield de eer voor Norton hoog, maar had geluk dat zijn primaire ketting precies op de finishlijn brak. In 1953 werd de TT week overschaduwd door de dood van Leslie Graham (MV Agusta) in het dal bij Bray Hill in de tweede ronde van de Senior. Geoff Duke en Reg Armstrong reden nu voor Gilera, maar de Rhodesiër Ray Amm stelde de zege voor Norton veilig. In 1954 moest de start van de Senior anderhalf uur worden uitgesteld vanwege de regen. Ray Amm won weer voor Norton, Duke werd met Gilera tweede en Jack Brett (Norton) werd derde. Het was een omstreden overwinning van Amm want de race werd vanwege de regen na vier ronden gestopt. Duke had toen al getankt en de organiserende Auto-Cycle Union kreeg van Gilera het verwijt dat men bij Norton wist dat de race gestopt zou worden waardoor Ray Amm zijn tankstop had uitgesteld. Een onzinnige reactie, want Amm was in alle ronden veel sneller dan de Gilera coureurs. In 1955 won geen enkel Brits merk een belangrijke klasse in de TT van Man. Alleen de Clubmans Junior TT en de Clubmans Senior TT werden gewonnen door BSA Gold Stars. Er werd gemeld dat Geoff Duke met de viercilinder Gilera de eerste "Ton" had gereden, een rondegemiddelde van meer dan 100 mijl per uur. Later werd dit gecorrigeerd naar 99,97 mijl per uur. Duke won in elk geval wel, voor teamgenoot Reg Armstrong en Ken Kavanagh met een Moto Guzzi. In 1956 won John Surtees zijn eerste TT. Met zijn reservemachine nog wel, nadat hij tijdens de trainingen tegen een koe was gereden. In 1957 werd de Gouden jubileum TT verreden en die werd gevierd met de eerste 100 mph+ ronde (de "Ton") van de Schot Bob McIntyre met een Gilera. Verder hadden de Britten niet veel te vieren, want het was weer een Italiaans onderonsje met MV Agusta op de tweede en Gilera op de derde plaats. Dickie Dale reed hier met de achtcilinder Moto Guzzi Otto Cilindri en werd vierde, vóór zijn teamgenoot Keith Campbell, die met de eencilinder Moto Guzzi Monocilindrica 500 reed. In 1958 won MV Agusta alle soloklassen. Surtees won de Junior én de Senior TT. In 1959 werd de Senior onder slechte weersomstandigheden gereden. Hij was al een dag uitgesteld, en de eerste ronde was nog droog, waardoor Surtees een ronderecord van 101,18 mph kon rijden. Het weer verslechterde zó erg, dat het racegemiddelde zakte tot 87,94 mph. 

#### 500 Formula One TT
De Clubmans Senior was een stille dood gestorven, maar in 1959 bedacht men een nieuwe klasse, de 500 Formula One TT. Die bestond uit "toonbankmotoren" waardoor de snelle Italiaanse racemotoren buitenspel stonden en de Britten toch nog wat te winnen hadden. In tegenstelling tot de "Clubmans" reden er geen amateurs rond, maar Britse topcoureurs.

### Jaren zestig

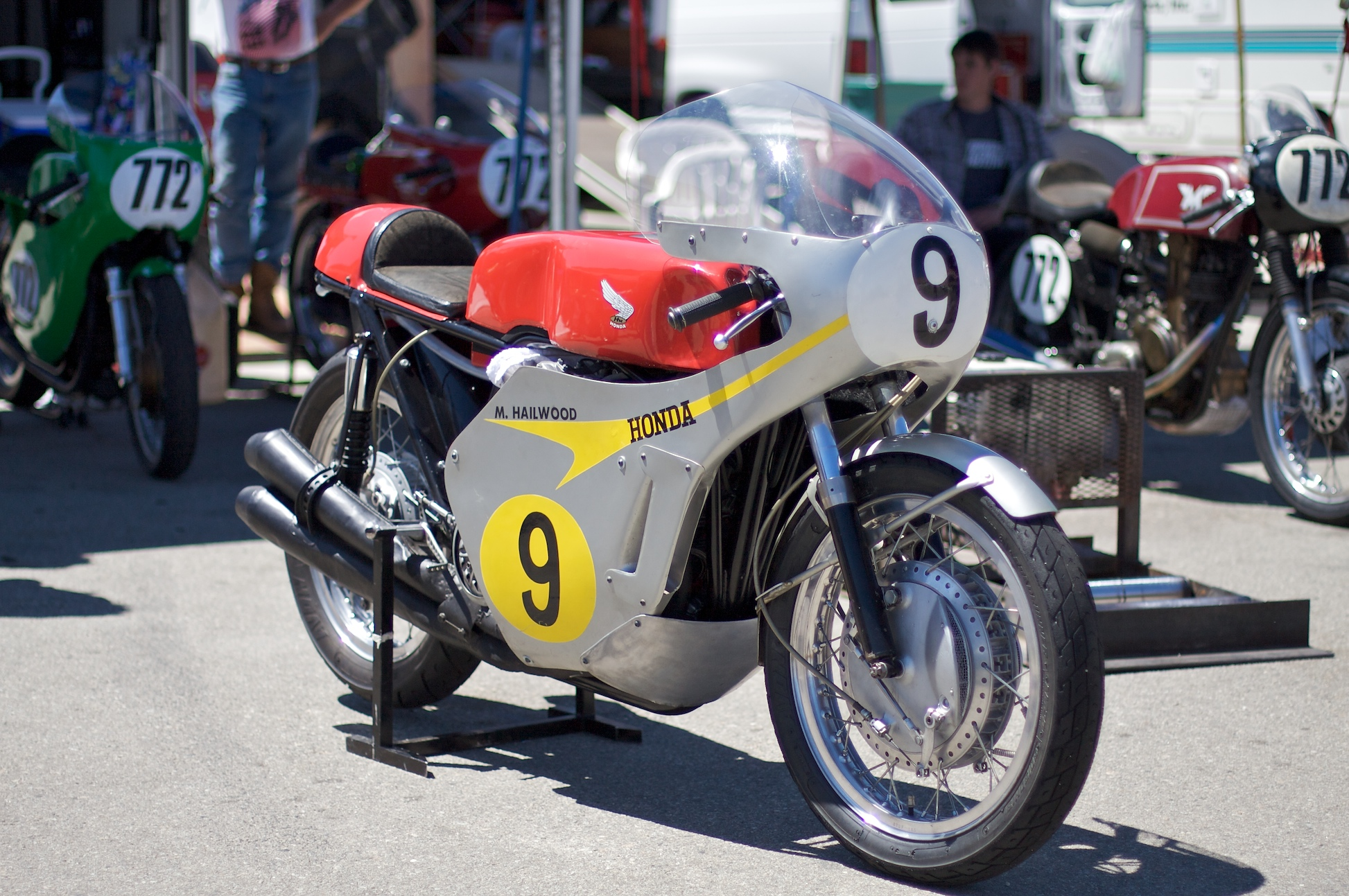
Mike Hailwood's Honda RC 181 500cc racer uit 1967

In 1960 gingen opnieuw alle soloklassen naar MV Agusta, want de “Formula One” serie werd niet gereden. John Surtees leidde van start tot finish in de Senior TT en zette weer een nieuw ronderecord. John Hartle werd tweede met een MV Agusta en de jonge Mike Hailwood derde met een Norton. In 1961 won MV juist geen enkele race, want de fabriek had zich officieel teruggetrokken. Norton won er twee, Honda ook en Mike Hailwood werd de eerste coureur die drie wedstrijden in één week won. Gary Hocking had wel een privé MV Agusta viercilinder ter beschikking gekregen, maar hij viel in de vijfde ronde uit, waardoor Hailwood met de Norton Manx kon winnen. Hij reed de eerste ronde boven de 100 mijl per uur met een eencilinder. Bob McIntyre werd tweede met een Norton Manx en Tom Phillis derde met een Norton Domiracer tweecilinder. In 1962 was Hailwood ook overgestapt op een privé MV Agusta en hij vocht een flink gevecht uit met Hocking, tot hij uitviel met versnellings- en koppelingsproblemen. Hocking won, Ellis Boyce en Fred Stevens werden tweede en derde. In 1963 had Geoff Duke de Gilera fabriek ervan overtuigd de oude machines uit 1957 weer ter beschikking van zijn eigen team "Scuderia Duke" met Derek Minter en John Hartle te stellen. Uiteindelijk werd de gewonde Minter vervangen door Phil Read, maar de combinatie Mike Hailwood/MV Agusta was te sterk. In 1964 ondervond Hailwood helemaal geen tegenstand, behalve een virusinfectie die hem vier dagen in bed hield. Hij won de Senior TT met bijna vier minuten voorsprong. In 1965 versterkte de jonge Giacomo Agostini het MV Agusta team. Hij lag 25 seconden achter Hailwood op de gedeeltelijk natte baan, toen hij bij Sarah's Cottage slipte en viel. Hij was niet gewond, maar kon ook niet verder rijden. Een ronde later viel Hailwood op exact dezelfde plaats, maar hij kon wel verder met een beschadigde motor: het kuipruitje was gebarsten en de megafoonuitlaten waren platgedrukt. Een pitstop kostte 70 seconden, maar Hailwood won toch nog. Joe Dunphy werd tweede en Mike Duff derde. De TT van 1966 werd uitgesteld tot september vanwege een scheepvaartstaking. Mike Hailwood reed intussen voor Honda en hij moest het opnemen tegen Agostini op de MV Agusta. Hailwood reed een ronderecord in de eerste ronde, Ago verbeterde het in de tweede en Hailwood ging er in de derde met 107,07 mph weer overheen. Hij won uiteindelijk met 13 seconden voorsprong en de RAF korporaal Chris Conn werd met een Norton derde. In 1967 vierde de TT haar diamanten jubileum en de spanning was al van tevoren te snijden. De grote rivalen Hailwood en Agostini zouden de degens kruisen in de Junior en de Senior TT. Hailwood was in de Junior TT met de 296cc zescilinder Honda onklopbaar. Hij klopte het ronderecord al met de staande start en bracht het op 107,73 mph. In de Senior TT werd een enorm gevecht verwacht, maar de Honda RC 181 stond bekend als moeilijk te berijden en Hailwood kwam dan ook hoofdschuddend langs de pitstraat na de eerste ronde, met 11,8 seconden achterstand op Ago. Die doorbrak intussen de 21 minuten-barrière met een toptijd van 108,38 mph. Peter Williams reed 100,35 mph over de ronde en daarmee was het voor het eerst een Britse machine (Arter-Matchless) gelukt de "Ton" te halen. Hailwood haalde levensgevaarlijke toeren uit om de Honda tussen de bomen en de rotsen door te sturen, en reed een 108,77 mph ronde. Die tijd zou acht jaar blijven staan en pas in 1975 door Mick Grant met een 750cc Kawasaki verbeterd worden, op een verbeterd circuit. Agostini had nog steeds 8,6 seconden over. Na de derde ronde maakten beiden hun pitstop, Agostini had nog 2 seconden voorsprong. Hailwood vroeg om een hamer waarmee hij zijn "twist grip" (gashandvat) op zijn plaats sloeg. De stop kostte hem 10 seconden meer dan Agostini. Bij het begin van de vierde ronde had Agostini weer 15 seconden voorsprong. Hailwood moest nog steeds het losse handvat op zijn plaats houden, maar hij bracht de achterstand aan het einde van de vierde ronde terug tot 11,6 seconden. Bij Ramsey leidde hij met 1 seconde. Agostini kreeg de signalen ook en bij Bungalow leidde hij weer met 2,5 seconde. Toen Hailwood langs start/finish kwam brandde de lamp boven het startnummer van Agostini niet. Ago was dus niet langs Signpost Corner gekomen. Hailwood kreeg signalen van het publiek dat Agostini was uitgevallen, maar hij hield het gas erop tot in Ramsey, waar zijn monteur Nobby Clark het bord met het goede nieuws in de lucht hield. Het laatste stuk van de ronde kon Hailwood toeren, wat ook nodig was met het losse gashandvat, dat hem veel kracht had gekost. Agostini had een gebroken ketting. Hailwood was sportief genoeg om te erkennen dat hij zonder dit geluk de race niet gewonnen had. In 1968 was Honda gestopt met races en Hailwood, die nog onder contract bleef staan, zat zonder motorfiets. MV Agusta had John Hartle aangetrokken om Agostini te steunen, maar al in de eerste ronde van de Senior TT crashte hij bij Cronk-ny-Mona, waardoor Ago op zijn gemak de wedstrijd kon winnen. Hij had bijna negen minuten voorsprong op Brian Ball (Seeley). Barry Randle werd derde met een Petty-Norton. Het hele seizoen 1969 werd geplaagd door een gebrek aan fabrieksracers, waardoor Giacomo Agostini met de MV Agusta kon heersen in alle wedstrijden waarin hij startte. Hij won de Senior met 8½ minuut voorsprong op Alan Barnett met een Kirby-Métisse  en de door Gus Kuhn Motors geprepareerde Kuhn-Seeley van Tom Dickie. 

#### Production 500 TT
Ter gelegenheid van het jubileum in 1967 werden weer amateurklassen ingesteld: de Production 250 TT, de Production 500 TT en de Production 750 TT. Manxman Neil Kelly won de 500cc klasse in 1967 met een Velocette Thruxton.

### Jaren zeventig
De jaren zeventig verliepen triest voor de Isle of Man TT, en 1970 was al meteen een slecht jaar door de dood van niet minder dan zes coureurs, waaronder Santiago Herrero en de opkomende Ierse ster Brian Steenson, die in 1969 nog tweede in de Junior TT was geworden. Bovendien werd de superioriteit van Agostini en MV Agusta intussen ook vervelend. Alleen de strijd om de tweede plaats in de Senior TT tussen Peter Williams en Alan Barnett gaf nog wat spanning tot Barnett in de vierde ronde uitviel. Agostini, tot grote vreugde van het Britse publiek uitgevallen in de Junior TT van 1971, kende geen problemen in de Senior. Die was vanwege het slechte weer een dag uitgesteld en Ago moest ruim twee minuten in de pit doorbrengen om carburatieproblemen op te laten lossen, maar hij won toch comfortabel vóór Peter Williams en Frank Perris. In 1972 verongelukte de 125cc rijder Gilberto Parlotti. Zijn dood luidde het einde van de wereldkampioenschapsstatus van de TT van Man in. Het ongeluk greep vooral Giacomo Agostini erg aan, die zwoer nooit meer op Man te racen. Ago kreeg steun van Phil Read en Rodney Gould. Agostini kon met moeite overgehaald worden in de Senior TT te starten, en die won hij voor teamgenoot Alberto Pagani. Pagani had nog een flink gevecht moeten leveren met Peter Williams op de Arter-Matchless, maar die was bij de Bungalow gevallen. Daardoor kon Mick Grant met de driecilinder Kawasaki de derde plaats pakken. Vanaf 1973 moest de TT het dus zonder de grote sterren doen. Jack Findlay won met een Suzuki tweecilinder nadat Mick Grant met zijn tot 352cc opgeboorde Yamaha over een oliespoor gevallen was op Parliament Square in Ramsey. Peter Williams, nog steeds op een Matchless, werd tweede en Charley Sandby met een Suzuki twin derde. De lichte, opgeboorde Yamaha's bleken in 1974 een groot succes. Dankzij hun 352cc mochten ze in de Senior starten en ze bleken veel te sterk en vooral te handelbaar voor de zwaardere 500cc racers van Suzuki. De Senior TT was door het slechte weer teruggebracht naar vijf ronden. De eerste ronde was nog droog en Charlie Williams nam de leiding, maar toen het begon te regenen viel hij terug. Phil Carpenter won de race vóór Williams en Tony Rutter. In 1975 ging Chas Mortimer met zijn Yamaha aan de leiding tot hij een lange pitstop moest maken en John Williams de kop kon overnemen. Mick Grant nam het in de vijfde ronde over en won met meer dan een halve minuut voorsprong. De Senior van 1976 verliep dramatisch voor John Williams, die het ronderecord met de fabrieks-Suzuki met bijna 3 mijl per uur verbeterde tot 112,27 mph. In de laatste ronde verscheen hij nog op het scorebord, dat bijgehouden werd op basis van berichten uit Signpost Corner. Dáár was hij ook nog langs gereden, maar hij verscheen duwend op Governor's Bridge, zonder brandstof. Hij bereikte op die manier de finish, aangemoedigd door het publiek, maar daar stortte hij uitgeput en gefrustreerd in elkaar. Tom Herron (Yamaha) kon daardoor winnen voor Ian Richards (Yamaha) en Billy Guthrie (Yamaha). 

#### Einde wereldkampioenschapsstatus
In 1977 was de Isle of Man TT haar wereldkampioenschapsstatus kwijt. Al enkele jaren waren de echte toppers weggebleven en de meeste coureurs van buiten het Verenigd Koninkrijk vonden de Mountain Course veel te gevaarlijk. Toch was een van de mannen die in 1972 de boycot inzetten teruggekomen: Phil Read startte in de Formula One TT en de Senior TT, die hij beide won, maar hij brak een sleutelbeen tijdens een onofficiële training voor de Classic TT. Op de vierde plaats van de Senior TT én op de eerste plaats van de "Schweppes Jubilee TT" stond een jonge man uit Ulster, die de grootste ster van de Isle of Man TT in de geschiedenis zou worden: Joey Dunlop. 1978 Stond in het teken van de terugkeer van Mike Hailwood, die na elf jaar op een motorfiets stapte en de Formula One TT won met een Ducati. Hij startte met Yamaha's in drie andere klassen. In de Junior TT had hij motorproblemen en werd hij 12e, in de Classic TT stopte hij in de eerste ronde met motorproblemen en in de Senior TT brak zijn stuurdemper af en werd hij 28e. In de Senior TT leidde Tom Herron met zijn Suzuki van start tot finish. Hij werd aanvankelijk op de hielen gezeten door Pat Hennen op een identieke motor. Hennen reed een recordronde van 113,83 mph, maar hij viel hard bij Bishopscourt. Zijn verwondingen waren zo ernstig dat hij nooit meer kon racen. In 1979 won Mike Hailwood zijn 14e en laatste wedstrijd op Man: de Senior TT. Mick Grant had een tijdje aan de leiding gereden, maar hij moest stoppen vanwege de pijn. Grant was een paar weken eerder hard gevallen tijdens de North West 200. 

#### Formula One TT, Formula Two TT en Formula Three TT
In 1977 richtte de ACU haar eigen klassen weer in, toen de FIM haar de WK-status ontnomen had. De indeling van de "Formula" klassen was als volgt:
- Formula One TT: 600- tot 1.000cc viertakten en 350- tot 500cc tweetakten
- Formula Two TT: 400- tot 600cc viertakten en 250- tot 350cc tweetakten
- Formula Three TT: 200- tot 400cc viertakten en 125- tot 250cc tweetakten.

De 500cc rijders kwamen dus in de Senior TT, de Formula Two TT of de Formula One TT terecht.

#### Production TT
Vanaf 1975 werden de productieklassen op één hoop gegooid en reden de 250-, 500- en 750cc machines tegelijk in één race. In het eerste jaar werd dat meteen de langste race uit de TT geschiedenis; liefst 10 ronden over de Mountain Course, wat neerkwam op ruim 600 km. Per motorfiets waren twee rijders die elkaar aflosten. In 1976 werd de race ook zo ingedeeld, maar de 250cc rijders Chas Mortimer en Bill Simpson, die slechts 9 ronden hadden afgelegd, werden toch tot overall winnaars verklaard. In 1977, met de invoering van de Formula Three TT, verdwenen zowel de Lightweight TT als de Production TT.

### Jaren tachtig
In 1980 ging Ian Richards (Suzuki) lang aan de leiding, maar bij het ingaan van de laatste ronde reed hij 1,6 seconden achter Graeme Crosby (Suzuki). Bij Ballacraine viel Richards uit met een kapotte versnellingsbak, waardoor Steve Cull en Steve Ward konden opschuiven en het podium toch nog uitsluitend uit Suzuki-rijders bestond. De Senior TT van 1981 werd weer bepaald door het slechte weer. Toen ze van start ging na een uur vertraging door de regen ging Chris Guy aan de leiding. Na twee ronden werd de race weer gestopt door de verslechterende omstandigheden. De volgende dag won Mick Grant met zijn Suzuki de race, die weer in hevige regen eindigde, zonder problemen. Graeme Crosby stopte in de eerste ronde en Chris Guy viel bij Braddan. Donny Robinson werd tweede en nieuwkomer John Newbold werd derde. 

#### Senior 350 cc TT en Senior 500 cc TT
In 1982 werd de Senior TT opgedeeld in twee klassen: de Senior 350 cc TT en de Senior 500 cc TT. In de 500cc klasse leek Mick Grant gemakkelijk te gaan winnen, maar hij botste met een langzamere rijder bij Ballig Bridge. Daardoor kon Norman Brown winnen vóór Jon Ekerold en Dennis Ireland. In de 350cc klasse won Tony Rutter nadat Graeme McGregor was uitgevallen. 

#### Senior Classic TT
In 1983 veranderde het reglement opnieuw en de Senior stond nu ook open voor machines tot 1.000cc en ze kreeg de naam "Senior Classic TT". Daardoor was ze feitelijk samengevoegd met de Classic TT en reden er 500cc tweetakt productieracers tegen zware 1.000cc viertakten.
In 1984 waren de 500cc tweetakten weer onder elkaar en de naam was weer gewoon "Senior TT". Joey Dunlop begon al zijn stempel te drukken op de TT, met enkele goede resultaten in de voorgaande jaren, en in de Senior ging hij lang aan de leiding met zijn driecilinder Honda. Hij brak het ronderecord en vocht een heftige strijd aan met Rob McElnea, maar in de laatste ronde kwam Dunlop zonder benzine te staan. In 1985 was de Classic TT van het programma afgevoerd, maar de 1.000cc machines mochten weer in de Senior TT starten. Ze maakten geen kans tegen de 500cc productieracers. Joey Dunlop plaatste een hattrick door drie wedstrijden (Formula One TT, Junior TT en Senior TT) in één week te winnen, waardoor hij het record van Mike Hailwood evenaarde. In de Senior van 1986 kon Trevor Nation met de Suzuki viertakt lang partij geven aan de driecilinder Honda tweetakten van Roger Marshall, Joey Dunlop en Roger Burnett. Uiteindelijk zou de race, die gestart was door de hertog van Kent, beslist worden door pech en geluk. Nation viel bij mijlpaal 32 stil zonder benzine, Marshall nam de leiding over maar moest lang stoppen om zijn ketting te spannen en Dunlop verloor drie minuten in de pit met een kapotte stuurdemper. Daardoor kon Burnett winnen voor Geoff Johnson en Barry Woodland. 

#### Rizla Senior TT
In 1987 was de regen weer de bepalende factor op Man. Joey Dunlop had een zwaar bevochten overwinning op Phil Mellor behaald in de Formula One TT op zijn Honda VFR viertakt. De Senior TT (officieel: "Rizla Senior TT") werd een dag uitgesteld en teruggebracht van zes naar vier ronden vanwege het weer. Daarom koos Dunlop ook voor de lichtere driecilinder 500cc Honda. Nu kreeg hij grote tegenstand van Trevor Nation. Toen Dunlop ging tanken nam Mellor de leiding korte tijd over, maar hij crashte bij The Nook. Hij pakte de race op de tweede plaats weer op, maar stopte in de pit met een kapot koppelingshendel.
In 1988 kreeg Joey Dunlop van Honda niet de beschikking over de RVF 750 fabrieksracer, dus nam hij genoegen met de RC 30 productieracer, zowel in de Formula One TT als in de Junior TT. Zijn landgenoot Steve Cull gaf goed partij met de 500cc driecilinder Honda RS en zette zelfs een nieuw ronderecord van 119,08 mph, tot in de vierde ronde een gat in een verbrandingskamer hem liet terugvallen tot de vierde plaats. Uiteindelijk moest Cull toezien hoe zijn motorfiets in brand vloog tussen Creg-ny-Baa en Brandish Corner. De TT van 1989 stond in het teken van de vijf doden die in trainingen en wedstrijden vielen, waaronder de voormalige winnaar Phil Mellor. Men hoopte op een titanengevecht tussen Joey Dunlop en Steve Hislop, maar Joey was ernstig geblesseerd geraakt tijdens paasraces op Brands Hatch. Hij was door zijn Ierse arts gezond verklaard, maar iedereen op Man begreep dat hij nog lang niet kon racen. Hislop doorbrak de 120 mph grens (gemiddelde rondetijd) in de Formula One TT met de Honda RC 30. Hij werd in de Senior TT de derde rijder (na Hailwood en Dunlop) die drie races in één week won, nadat hij ook de Supersport 600 TT had gewonnen.

### Jaren negentig
De Senior TT van 1990 werd door de regen uitgesteld van de ochtend naar de late namiddag. Toen waren de omstandigheden op de baan wisselend, waardoor de bandenkeuze moeilijk was. De cilinderinhoud was teruggebracht naar 750cc. Trevor Nation leidde aanvankelijk de race op de JPS Norton RCW 588 wankelmotor, achtervolgd door Carl Fogarty op de Honda RC 30 en Phillip McCallen met de Honda RC 30. Robert Dunlop viel met zijn Norton RCW 588 stil bij Kirk Michael toen hij vijfde lag doordat de hete uitlaat zijn kuip in brand stak. Nick Jefferies crashte bij Lambfell en werd afgevoerd naar Noble's Hospital in Douglas. McCallen had halverwege de race een band laten vervangen, maar hij viel bij The Nook toen hij in een valse vrijstand schakelde. In de zesde ronde droogde het circuit op en Fogarty won de race vóór Nation en Dave Leach met een Yamaha. In 1991 won Steve Hislop overtuigend. Na de eerste ronde had hij al 9,8 seconden voorsprong op Joey Dunlop, die de fabrieks Honda RVF 750 van Carl Fogarty had overgenomen (Fogarty startte er alleen in de Formula One TT mee). Trevor Nation was met de Norton wankel derde. Na de tweede ronde bedroeg de voorsprong al 18,8 seconden en Brian Morrison (Yamaha) had de derde plaats overgenomen. Na ronde drie lag Hislop 29 seconden voor, na de vierde ronde 49,8 seconden, na de vijfde ronde 1 minuut en 4 seconden. Hislop was 2 minuten en 20 seconden na Dunlop gestart, en dat was precies de tijd die hij op hem won, waardoor ze naast elkaar over de streep kwamen. Phillip McCallen pakte de derde plaats waardoor er alleen Honda rijders op het podium stonden. 

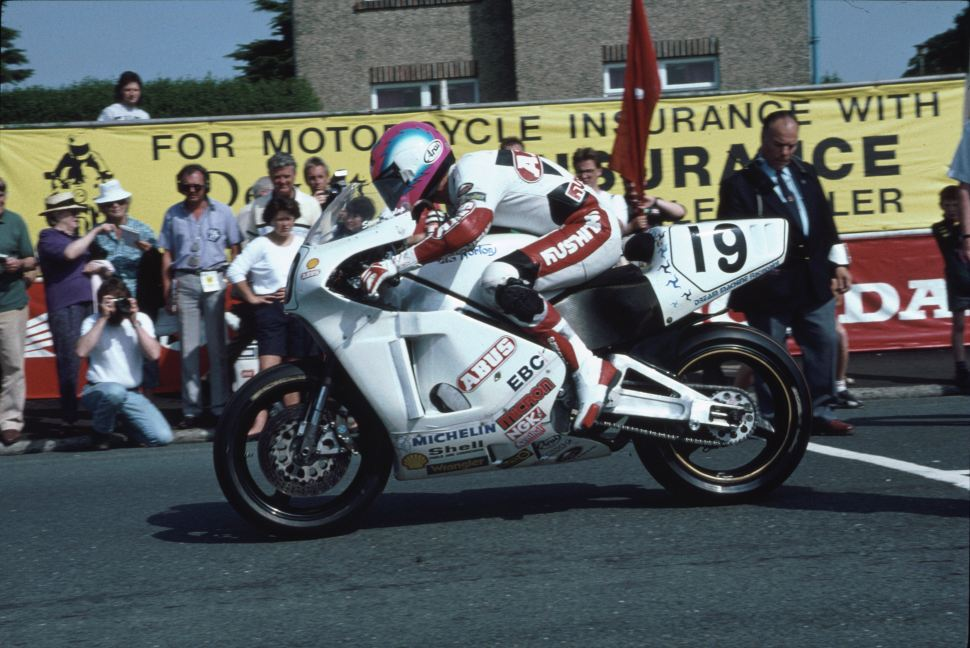
Steve Hislop in 1992 met de Norton wankelmotor ("The White Charger")

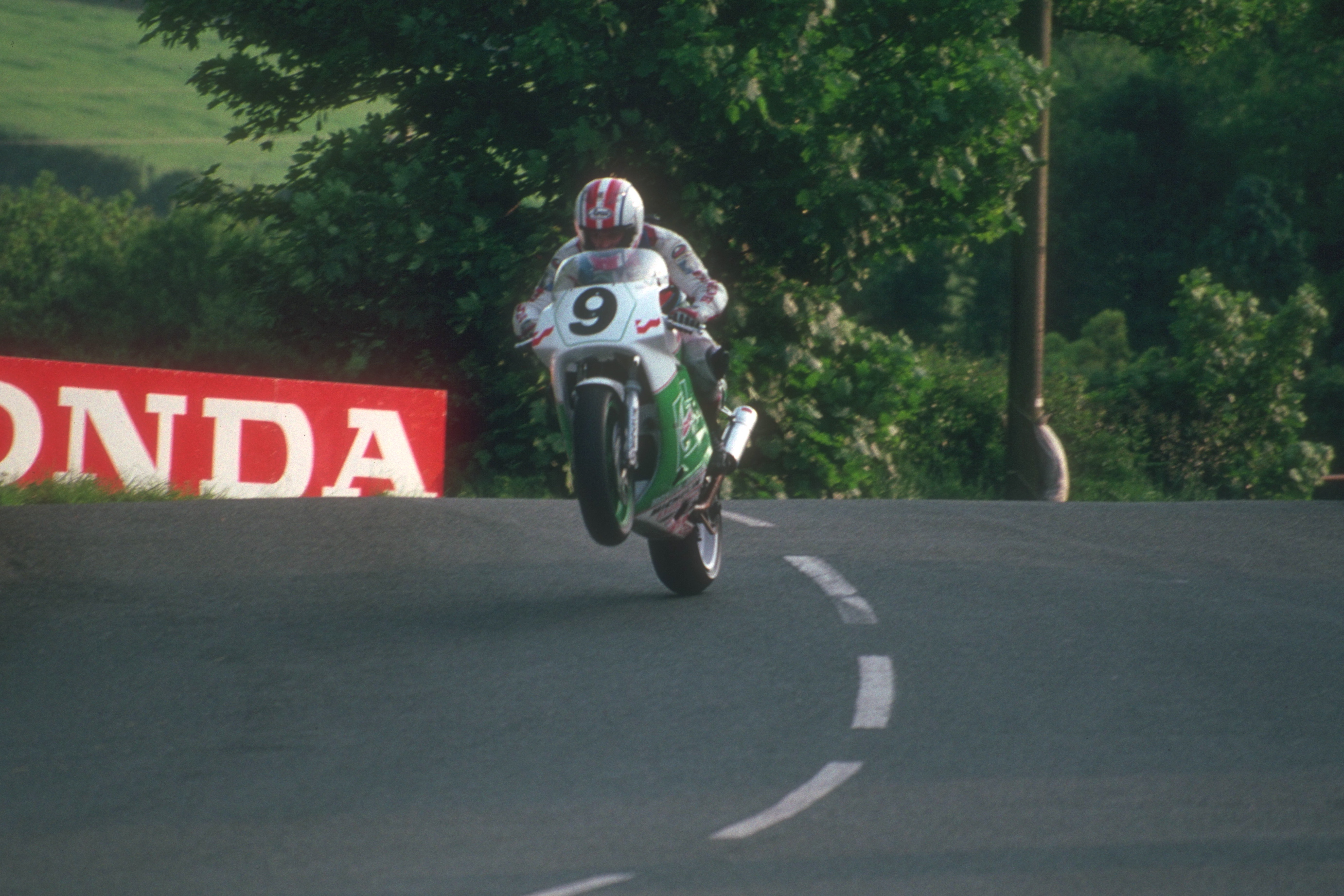
Phillip McCallen over Ballaugh Bridge in 1992

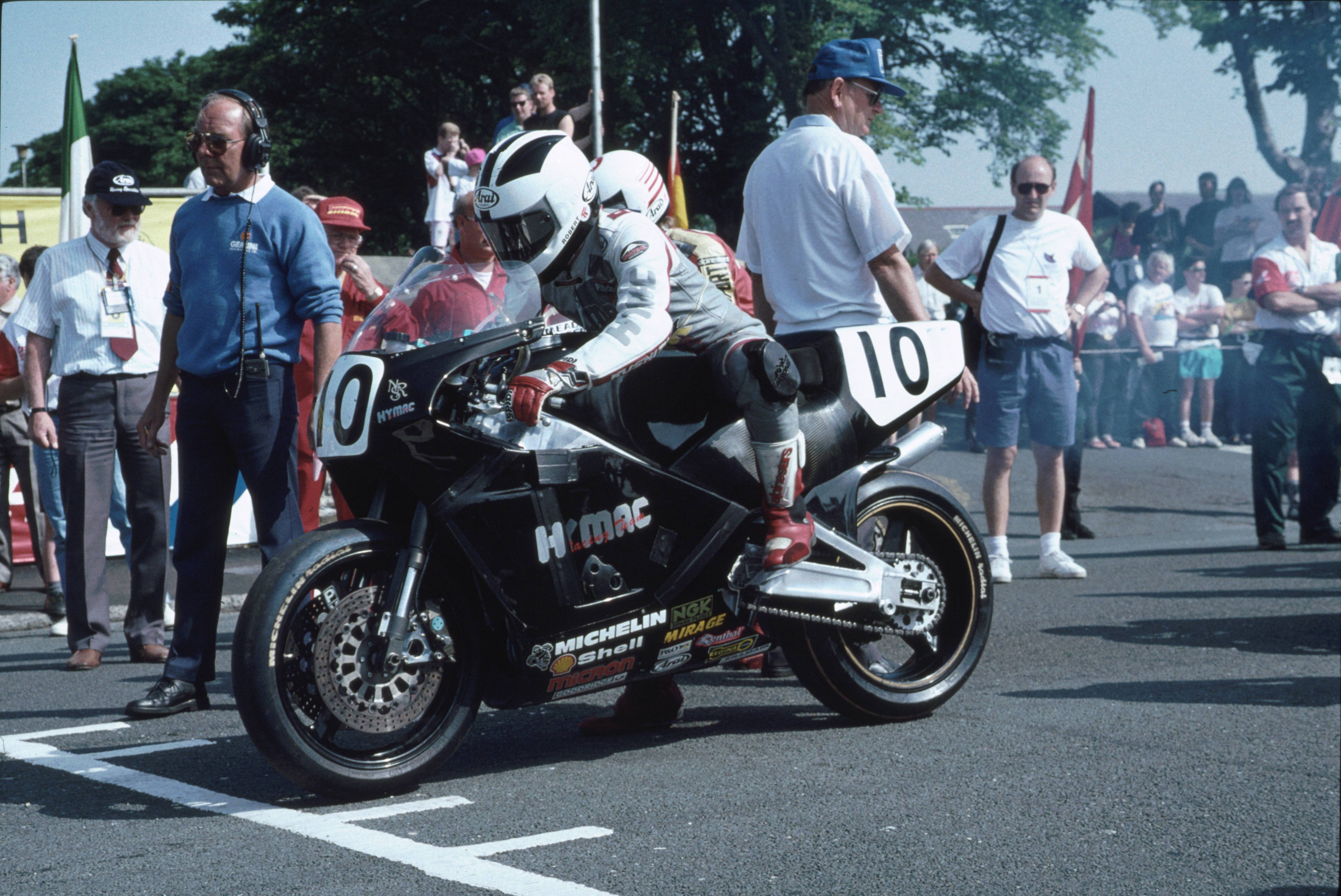
Robert Dunlop in 1992 aan de start met de Norton Wankel. Hij zou vierde worden

#### A. McAlpine (IoM) Senior TT
De Senior TT (officieel: A. McAlpine (IoM) Senior TT, gesponsord door Alfred McAlpine Construction Isle of Man Ltd.) van 1992 was een van de spannendste in jaren. Steve Hislop reed op de wankelmotor van Norton, Carl Fogarty op de Loctite Yamaha 750. Na de eerste ronde leidde Fogarty met 1,2 seconden met Robert Dunlop op 3,4 seconden op de derde plaats. Alle drie reden ze meer dan 121 mph gemiddeld. Na de tweede ronde lag Hislop voorop met 2,8 seconden voorsprong op Fogarty en Robert Dunlop begon af te haken met 15 seconden achterstand. Na ronde drie lag Fogarty weer op kop met 1 seconde voorsprong. Na de vierde ronde had Hislop de leiding weer overgenomen met 7,4 seconden voorsprong. Hij behield de leiding na de vijfde ronde, maar zijn voorsprong was geslonken tot 5,4 seconden. In de laatste ronde zette Fogarty een absoluut ronderecord met 18 minuten en 18,8 seconden, wat neerkwam op 123,61 mph. Hislop reed een seconde langzamer en bleef daardoor op de streep 4,4 seconden voor. Hij gaf Norton de eerste Senior TT winst sinds 1961 (Mike Hailwood).
In 1993 won Phillip McCallen met de Honda RVF fabrieksracer zijn eerste Senior TT. De race was een dag uitgesteld door het slechte weer. In de eerste ronde leidde McCallen al vóór Mark Farmer en Joey Dunlop. Na de tweede ronde leidde McCallen met bijna een halve minuut op Joey Dunlop. Farmer stond bij Hillberry zonder benzine. Daardoor klom Nick Jefferies naar de derde plaats. Na de derde ronde was de volgorde hetzelfde, maar in de vierde viel Joey Dunlop terug door olielekkage. Steve Ward kon daardoor derde worden. Dunlop werd uiteindelijk 11e. In 1994 was de Honda RC 30 vervangen door de RC 45. Steve Hislop, Phillip McCallen en Joey Dunlop bezetten er de eerste drie plaatsen mee. Voor Hislop was dit zijn elfde en laatste overwinning in de TT. In 1995 trad Ducati aan met de Ducati 916s van Iain Duffus, Robert Holden en Simon Beck en het was de vraag of ze het konden opnemen tegen de Honda RC 45s. Joey Dunlop (Honda) leidde na de eerste ronde vóór Duffus, Beck en Holden en daarachter weer de Hondas van Mick Boddice en Steve Ward. Pas in de derde ronde kon Jefferies naar plaats drie schuiven. Robert Holden was geslipt bij het uitkomen van de bocht bij Governor's Bridge. De laatste ronde van Ward was de snelste van de race, waardoor hij derde werd achter Dunlop en Duffus. Mike Hailwood, Joey Dunlop en Steve Hislop hadden allemaal tot tweemaal toe een hattrick gemaakt: drie wedstrijden in één week gewonnen. Maar vier wedstrijden was nog nooit voorgekomen. Phillip McCallen won in 1996 de Formula One TT, de Junior TT en de heringevoerde Production TT, en bij de start van de Junior was dus de vraag of hij de eerste zou worden die vier wedstrijden kon winnen. Hij had de Honda Britain RC 45 tot zijn beschikking, maar die hadden Joey Dunlop en Nick Jefferies ook. Joey had al de Lightweight TT en de Ultra-Lightweight TT gewonnen en was dus ook in vorm. McCallen leidde na de eerste ronde vóór Jim Moodie met de Kawasaki en Nick Jefferies. Joey kon pas naar de derde plaats klimmen toen Moodie in de derde ronde in de pit bleef staan. Dunlop wist Jefferies nog te verschalken, maar werd toch tweede op ruim een minuut achter Phillip McCallen. In 1997 waren er in negen wedstrijden slechts vijf winnaars: McCallen: Formula One TT, Junior TT, Production TT, Senior TT. Dunlop: Lightweight en Ultra-Lightweight TT, Moodie: Singles TT en Dave Molyneux/Pete Hill eerste en tweede manche in de zijspanrace. Phillip McCallen scoorde in dat jaar wéér een hattrick door voor de derde keer op rij de Formula One te winnen, maar dat lukte hem in de Senior TT ook. Hij kreeg de meeste tegenstand van Jim Moodie een "Honda V-twin". Dat moet een 500cc NSR 500 V tweetakt geweest zijn. Daar kwamen de Kawasakis van Simon Beck en Bob Jackson en de 750cc Hondas van Ian Simpson, Marc Flynn en Joey Dunlop nog bij. McCallen leidde van begin tot eind. Jim Moodie wist op te klimmen naar de tweede plaats door de snelste raceronde te rijden en te eindigen vóór Ian Simpson. In 1998 was het weer zó slecht dat voor de tweede keer in de geschiedenis een wedstrijd geschrapt werd. Dat was de eerste manche van de zijspannen. Maar tijdens de Senior TT was het droog en de situatie was perfect om het veertigjarig bestaan van Honda te vieren. Michael Rutter reed de eerste ronde (met staande start) in 18 minuten en 23,9 seconden, een gemiddelde van meer dan 123 mph. Het was de snelste ronde van de race. Hij deed dat met een 750cc Honda. Tweede was Ian Simpson met de 500cc Honda en Jim Moodie was derde. Na de tweede ronde was de volgorde dezelfde met 11,8 seconden voorsprong voor Rutter. Omdat Bob Jackson (Kawasaki) slechts één stop maakte leidde hij na drie ronden, maar tóen hij die stop maakte wilde de vuldop van de tank niet sluiten, waardoor veel tijd verloren ging. Aan het einde van ronde vier lag Simpson op kop. Rutter was ver teruggevallen en werd uiteindelijk 14e. Moodie viel uit bij Sulby Bridge. Bob Jackson reed een geweldige laatste ronde, 0,7 seconde sneller dan Simpson, maar werd toch slechts tweede. James Courtney was derde. In de Production TT had Jim Moodie voor de 100ste TT-overwinning van Honda gezorgd, Ian Simpson zorgde voor de 101ste. Al in de eerste ronde van de Senior TT van 1999 verpletterde Jim Moodie met zijn Honda het zeven jaar oude record met staande start en bracht het op 18 minuten en 11,4 seconden, 124,45 mph. Hij reed voor David Jefferies op de V&M Yamaha en Joey Dunlop op Honda. Bij Ballig Bridge eindigde de race voor Moodie toen zijn achterband klapte. Dunlop lag even op plaats twee, maar werd weer ingehaald door Jefferies. Na drie ronden was de volgorde David Jefferies, Ian Lougher (Sabre Honda NSR 500 V), Nigel Davies (Flitwick Yamaha R1), Joey Dunlop (Honda UK RC 45), Iain Duffus (V&M Yamaha R1) en John McGuinness (Team Vimto Honda 500). In de vierde ronde had Iain Duffus grote stappen gemaakt en hij was nu tweede vóór Dunlop en Griffiths. In de vijfde was Ian Lougher weer terug op plaats twee. Uiteindelijk voegde David Jefferies zich bij de elite die drie races in één week gewonnen had, want behalve de Senior TT had hij ook al de Formula One en de Production TT gewonnen. Hoewel de cilinderinhoud op maximaal 1.000cc was gebracht, reden de Honda coureurs nog op de 750cc RC 45. 

### Jaren nul

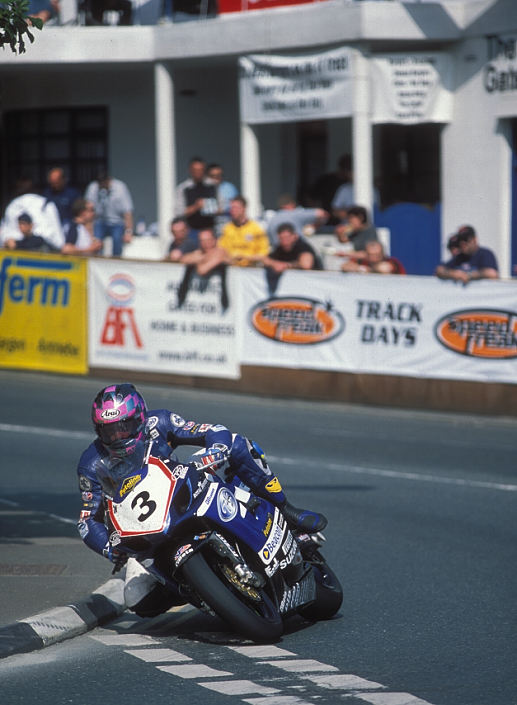
Adrian Archibald op weg naar zijn eerste overwinning in de Senior TT, in 2003 bij Quarterbridge

John McGuinness bij Rhencullen in 2007

In 2000 vierde Joey Dunlop zijn 25e deelname aan de Isle of Man TT. Hij vierde het ook echt, met overwinningen in de Duke Formula One TT, de Lightweight 250 cc TT en de Ultra-Lightweight TT. Hij had nu 26 overwinningen behaald, maar daar zouden er geen meer bij komen, omdat hij in hetzelfde jaar in Tallinn (Estland) verongelukte. Hij startte wel in de Senior TT, maar die werd van begin tot eind geleid door David Jefferies op Yamaha. Onder perfecte omstandigheden reed die een nieuw ronderecord van 125,69 mph. Michael Rutter (Yamaha) werd tweede en Joey werd derde. Jim Moodie startte niet omdat hij ruzie had met Honda over zijn te trage Fireblade. Dat klopte ook wel, want de snelste Hondas waren de VTR 1000 SP1s, de snelste "Blade" kwam op de 18e plaats, nog achter de "oude" RC 30 van Dave Madsen-Mygdal. In 2001 was de mond-en-klauwzeer-crisis verantwoordelijk voor het afgelasten van de Isle of Man TT. Aanvankelijk werd er in de Tynwald nog over getwijfeld, omdat de uitbraak pas in februari was ontdekt. In maart en april waren echter al 1300 gevallen bekend en de ziekte verspreidde zich over Schotland, Wales, Noord-Ierland en Ierland. Op Man werden 34 varkens vernietigd omdat ze door besmet gebied aangevoerd waren. Men probeerde de toeschouwers die al reizen en overnachtingen geboekt hadden tegemoet te komen door de Manx Grand Prix en de Southern 100 te laten doorgaan, maar ook dat kon niet. 

#### Standard Bank Offshore Senior TT
In 2002 reden de eerste acht sneller dan 120 mph gemiddeld. David Jefferies haalde een nieuw record van 124,74 mph. Hoewel hij van start tot finish op kop lag, was het geen eenvoudige overwinning. Ian Lougher had slechts 22 seconden achterstand, inclusief 5 seconden straftijd omdat hij zijn pit voorbij was gereden. Alle klassen hadden nu een sponsor en de Senior heette officieel "Standard Bank Offshore Senior TT". 2003 Begon met het trieste bericht van de dood van David Jefferies tijdens de trainingen op donderdag. Hij raakte op het hogesnelheidsgedeelte in Crosby een telefoonpaal en werd samen met Jim Moodie, die op de ravage was ingereden, afgevoerd naar het ziekenhuis, waar hij overleed. Moodie raakte verstrengeld in de telegraafkabel waardoor hij aan nek en keel gewond raakte en werd de volgende dag naar huis in Schotland gebracht. Door het slechte weer werd de Senior TT een dag uitgesteld en teruggebracht tot vier ronden. De openingsronde werd eerst nog geleid door John McGuiness (Ducati) vóór Ian Lougher (Honda) en Adrian Archibald, die voor het nieuwe TAS-Suzuki team reed. Dat was het team van David Jefferies. Archibald had al de Formula One TT gewonnen en nog vóór Ramsey in de eerste ronde had hij de leiding al overgenomen en bouwde die alleen nog maar verder uit. McGuinness werd tweede en Lougher werd derde. In 2004 pakte het TAS Suzuki team de eerste twee plaatsen (Adrian Archibald en Bruce Ainstey), maar ook de derde man, Gary Carswell, reed op een Suzuki. In dat jaar tekende de ACU en overeenkomst voor 20 jaar met de regering van het Eiland Man en de Manx Motor Cycle Club om de organisatie van de TT aan hen over te dragen. 

#### Strand Shopping Centre Senior TT
In 2005 werden de klassen van de Isle of Man TT opnieuw ingedeeld, meer in overeenstemming met bestaande kampioenschappen. De Formula One TT werd Superbike, de Production TT werd Superstock en de Junior TT werd Supersport. Dat betekende niet dat de Europese- en wereldkampioenschappen naar Man kwamen, want daarvoor is het circuit veel te gevaarlijk. De zijspanklasse en de Senior TT behielden hun oorspronkelijke namen, hoewel daar wel de sponsors aan werden toegevoegd. Daarom werd het in 2005 "Strand Shopping Centre Senior TT". John McGuinness won overtuigend zijn eerste Senior TT, vóór Ian Lougher en Guy Martin in een sensationeel ronderecord van 127,326 mph. 

#### 2e2 Senior TT
De nieuwe sponsor voor 2006 bepaalde de nieuwe naam van de Senior. John McGuinness zette een nieuw ronderecord met 129,451 mph en behaalde zijn elfde overwinning op Man. De Australische loodgieter Cameron Donald werd tweede en Bruce Anstey derde.

#### Pokerstars Senior TT en Dainese Senior TT
Het internetgokbedrijf Pokerstars nam in 2007 de Superstock de Supersport en de Senior TT over. John McGuinness doorbrak de 130 mph grens met een ronde van 130,354 mph in de tweede ronde. Hij won opnieuw. Guy Martin werd tweede en Ian Hutchinson werd derde. Alle drie reden ze op een Honda CBR 1000 RR Fireblade. In 2008 was het motorkledingmerk Dainese sponsor van de Superbike TT en de Senior TT. John McGuinness (Honda) evenaarde Mike Hailwood door in de Senior zijn veertiende overwinning te behalen. Dat ging niet zonder slag of stoot, want in een heftig gevecht met Cameron Donald (Suzuki) en Bruce Anstey (Suzuki) wisselde de koppositie acht keer. Omdat Anstey mechanische problemen kreeg bij zijn pitstop en Donald in de laatste ronde een olielekkage kreeg kon McGuinness toch met 51,95 seconden voorsprong op Donald winnen. Ian Hutchison werd met de Yamaha R1 derde. In 2009 heette de wedstrijd weer "Pokerstars Senior TT". John McGuinness was goed op weg om zijn zestiende overwinning op Man te behalen en had het ronderecord op 131,578 mph gebracht, toen hij in de vierde ronde bij Cruickshank's Corner in Ramsey stopte met een gebroken ketting. Daardoor kon Steve Plater (Honda) de winst pakken vóór Conor Cummins (Kawasaki) en Gary Johnson (Honda).

### Jaren tien
In 2010 werd de Dainese Senior TT ingekort nadat de race in de derde ronde was afgevlagd door een ongeluk van Guy Martin. Daardoor stonden bij Ballagarey Corner een aantal strobalen in brand. Ian Hutchinson won de Senior en werd daarmee de eerste die liefst vijf wedstrijden in één week won: (Supersport, Superstock, Superbike, Senior en het speciaal ingestelde "Joey Dunlop 2010 Isle of Man Championship"). Ryan Farquhar werd tweede en Bruce Anstey werd derde. In 2011 moest de Pokerstars Senior TT enkele uren worden uitgesteld door hevige regenval in de heuvels rond Ramsey. John McGuinness won weer en met zijn overwinning in de Superbike TT kwam zijn totaal op 17. Guy Martin werd tweede en Bruce Anstey werd derde. In 2012 werd de Senior TT een dag uitgesteld vanwege hevige regen en laaghangende wolken op de Snaefell. De volgende dag was er nog steeds mist en regen tussen de Mountain Mile en de 32e mijlpaal, waardoor de Senior TT helemaal afgelast moest worden. 

## Senior TT resultaten
| Jaar | Klasse                                           | Circuit                                          | inhoud                                           | 1e                                               | 2e                                               | 3e                                               |
| ---- | ------------------------------------------------ | ------------------------------------------------ | ------------------------------------------------ | ------------------------------------------------ | ------------------------------------------------ | ------------------------------------------------ |
| 1911 | Senior TT                                        | Mountain Course                                  | 500cc 1 cil, 585cc 2 cil                         | Oliver Godfrey, Indian                           | C.B. Franklin, Indian                            | A.J. Moorhouse, Indian                           |
| 1912 | Senior TT                                        | Mountain Course                                  | 500cc                                            | Frank A. Applebee, Scott                         | J.R. Haswell, Triumph                            | Harry Collier, Matchless                         |
| 1913 | Senior TT                                        | Mountain Course                                  | 500cc                                            | Tim Wood, Scott                                  | A.R. Abbott, Rudge                               | A.H. Alexander, Indian                           |
| 1914 | Senior TT                                        | Mountain Course                                  | 500cc                                            | Cyril Pullin, Rudge                              | Oliver Godfrey, Indian                           | Howard Davies, Sunbeam                           |
| 1920 | Senior TT                                        | Mountain Course                                  | 500cc                                            | Tommy de la Hay, Sunbeam                         | Doug Brown, Norton                               | W.R. Brown, Sunbeam                              |
| 1921 | Senior TT                                        | Mountain Course                                  | 500cc                                            | Howard Davies, AJS                               | Freddie Dixon, Indian                            | Bert le Vack, Indian                             |
| 1922 | Senior TT                                        | Mountain Course                                  | 500cc                                            | Alec Bennett, Sunbeam                            | Walter Brandish, Triumph                         | Harry Langman, Scott                             |
| 1923 | Senior TT                                        | Mountain Course                                  | 500cc                                            | Tom Sheard, Douglas                              | G.M. Black, Norton                               | Freddie Dixon, Indian                            |
| 1924 | Senior TT                                        | Mountain Course                                  | 500cc                                            | Alec Bennett, Norton                             | Harry Langman, Scott                             | Freddie Dixon, Douglas                           |
| 1925 | Senior TT                                        | Mountain Course                                  | 500cc                                            | Howard Davies, HRD-JAP                           | Frank Longman, AJS                               | Alec Bennett, Norton                             |
| 1926 | Senior TT                                        | Mountain Course                                  | 500cc                                            | Stanley Woods, Norton                            | Wal Handley, Rex-ACME                            | Frank Longman, AJS                               |
| 1927 | Senior TT                                        | Mountain Course                                  | 500cc                                            | Alec Bennett, Norton                             | Jimmy Guthrie, New Hudson                        | Tom Simister, Triumph                            |
| 1928 | Senior TT                                        | Mountain Course                                  | 500cc                                            | Charlie Dodson, Sunbeam                          | George Rowley, AJS                               | T.L. Hatch, Scott                                |
| 1929 | Senior TT                                        | Mountain Course                                  | 500cc                                            | Charlie Dodson, Sunbeam                          | Alec Bennett, Sunbeam                            | Henry Tyrell-Smith, Rudge                        |
| 1930 | Senior TT                                        | Mountain Course                                  | 500cc                                            | Wal Handley, Rudge                               | Graham Walker, Rudge                             | Jimmie Simpson, Norton                           |
| 1931 | Senior TT                                        | Mountain Course                                  | 500cc                                            | Percy "Tim" Hunt, Norton                         | Jimmy Guthrie, Norton                            | Stanley Woods, Norton                            |
| 1932 | Senior TT                                        | Mountain Course                                  | 500cc                                            | Stanley Woods, Norton                            | Jimmy Guthrie, Norton                            | Jimmie Simpson, Norton                           |
| 1933 | Senior TT                                        | Mountain Course                                  | 500cc                                            | Stanley Woods, Norton                            | Jimmie Simpson, Norton                           | Percy "Tim" Hunt, Norton                         |
| 1934 | Senior TT                                        | Mountain Course                                  | 500cc                                            | Jimmy Guthrie, Norton                            | JImmie Simpson, Norton                           | Walter Rusk, Velocette                           |
| 1935 | Senior TT                                        | Mountain Course                                  | 500cc                                            | Stanley Woods, Moto Guzzi                        | Jimmy Guthrie, Norton                            | Walter Rusk, Norton                              |
| 1936 | Senior TT                                        | Mountain Course                                  | 500cc                                            | Jimmie Guthrie, Norton                           | Stanley Woods, Velocette                         | Freddie Frith, Norton                            |
| 1937 | Senior TT                                        | Mountain Course                                  | 500cc                                            | Freddie Frith, Norton                            | Stanley Woods, Velocette                         | John White, Norton                               |
| 1938 | Senior TT                                        | Mountain Course                                  | 500cc                                            | Harold Daniell, Norton                           | Stanley Woods, Velocette                         | Freddie Frith, Norton                            |
| 1939 | Senior TT                                        | Mountain Course                                  | 500cc                                            | Georg Meier, BMW                                 | Jock West, BMW                                   | Freddie Frith, Norton                            |
| 1947 | Senior TT                                        | Mountain Course                                  | 500cc                                            | Harold Daniell, Norton                           | Artie Bell, Norton                               | Peter Goodman, Velocette                         |
| 1947 | Clubmans Senior                                  | Mountain Course                                  | 500cc                                            | Eric Briggs, Norton                              | Allan Jefferies, Triumph                         | G.F. Parsons, Ariel                              |
| 1948 | Senior TT                                        | Mountain Course                                  | 500cc                                            | Artie Bell, Norton                               | Bill Doran, Norton                               | Jock Weddell, Norton                             |
| 1948 | Clubmans Senior                                  | Mountain Course                                  | 500cc                                            | R.J. Hazlehurst, Velocette                       | G.W. Robinson, AJS                               | Milton Sunderland, Norton                        |
| 1949 | Senior TT                                        | Mountain Course                                  | 500cc                                            | Harold Daniell, Norton                           | Johnny Lockett, Norton                           | Ernie Lyons, Velocette                           |
| 1949 | Clubmans Senior                                  | Mountain Course                                  | 500cc                                            | Geoff Duke, Norton                               | Allan Jefferies, Triumph                         | L. Starr, Triumph                                |
| 1950 | Senior TT                                        | Mountain Course                                  | 500cc                                            | Geoff Duke, Norton                               | Artie Bell, Norton                               | Johnny Lockett, Norton                           |
| 1950 | Clubmans Senior                                  | Mountain Course                                  | 500cc                                            | P.H. Carter, Norton                              | A. Hill, Triumph                                 | K. Dixon, Norton                                 |
| 1951 | Senior TT                                        | Mountain Course                                  | 500cc                                            | Geoff Duke, Norton                               | Bill Doran, AJS                                  | Cromie McCandless, Norton                        |
| 1951 | Clubmans Senior                                  | Mountain Course                                  | 500cc                                            | Ken Arber, Triumph                               | I.B. Wichstead, Triumph                          | G.J. Draper, Triumph                             |
| 1952 | Senior TT                                        | Mountain Course                                  | 500cc                                            | Reg Armstrong, Norton                            | Les Graham, MV Agusta                            | Ray Amm, Norton                                  |
| 1952 | Clubmans Senior                                  | Mountain Course                                  | 500cc                                            | B.J. Hargreaves, Triumph                         | K.R. James, Norton                               | J.R. Clark, Norton                               |
| 1953 | Senior TT                                        | Mountain Course                                  | 500cc                                            | Ray Amm, Norton                                  | Jack Brett, Norton                               | Reg Armstrong, Gilera                            |
| 1953 | Clubmans Senior                                  | Mountain Course                                  | 500cc                                            | Bob Keeler, Norton                               | Eddie Crooks, Norton                             | W. Alan Holmes, Norton                           |
| 1954 | Senior TT                                        | Mountain Course                                  | 500cc                                            | Ray Amm, Norton                                  | Geoff Duke, Gilera                               | Jack Brett, Norton                               |
| 1954 | Clubmans Senior                                  | Mountain Course                                  | 500cc                                            | Alistair King, BSA                               | J.B. Denton, BSA                                 | Ewen Haldane, BSA                                |
| 1955 | Senior TT                                        | Mountain Course                                  | 500cc                                            | Geoff Duke, Gilera                               | Reg Armstrong, Gilera                            | Ken Kavanagh, Moto Guzzi                         |
| 1955 | Clubmans Senior                                  | Clypse Course                                    | 500cc                                            | Eddie Dow, BSA                                   | I.M. Atkinson, Triumph                           | R. Kelly, Triumph                                |
| 1956 | Senior TT                                        | Mountain Course                                  | 500cc                                            | John Surtees, MV Agusta                          | John Hartle, Norton                              | Jack Brett, Norton                               |
| 1956 | Clubmans Senior                                  | Mountain Course                                  | 500cc                                            | Bernard Codd, BSA                                | R.E. Jerrard, BSA                                | A.H. Jenkins, BSA                                |
| 1957 | Senior TT                                        | Mountain Course                                  | 500cc                                            | Bob McIntyre, Gilera                             | John Surtees, MV Agusta                          | Bob Brown, Gilera                                |
| 1958 | Senior TT                                        | Mountain Course                                  | 500cc                                            | John Surtees, MV Agusta                          | Bob Anderson, Norton                             | Bob Brown, Norton                                |
| 1959 | Senior TT                                        | Mountain Course                                  | 500cc                                            | John Surtees, MV Agusta                          | Alistair King, Norton                            | Bob Brown, Norton                                |
| 1959 | 500 Formula One TT                               | Mountain Course                                  | 500cc                                            | Bob McIntyre, Norton                             | Bob Brown, Norton                                | Terry Shepherd, Norton                           |
| 1960 | Senior TT                                        | Mountain Course                                  | 500cc                                            | John Surtees, MV Agusta                          | John Hartle, MV Agusta                           | Mike Hailwood, Norton                            |
| 1961 | Senior TT                                        | Mountain Course                                  | 500cc                                            | Mike Hailwood, Norton                            | Bob McIntyre, Norton                             | Tom Phillis, Norton                              |
| 1962 | Senior TT                                        | Mountain Course                                  | 500cc                                            | Gary Hocking, MV Agusta                          | Ellis Boyce, Norton                              | Fred Stevens, Norton                             |
| 1963 | Senior TT                                        | Mountain Course                                  | 500cc                                            | Mike Hailwood, MV Agusta                         | John Hartle, Gilera                              | Phil Read, Gilera                                |
| 1964 | Senior TT                                        | Mountain Course                                  | 500cc                                            | Mike Hailwood, MV Agusta                         | Derek Minter, Norton                             | Fred Stevens, Matchless                          |
| 1965 | Senior TT                                        | Mountain Course                                  | 500cc                                            | Mike Hailwood, MV Agusta                         | Joe Dunphy, Norton                               | Mike Duff, Matchless                             |
| 1966 | Senior TT                                        | Mountain Course                                  | 500cc                                            | Mike Hailwood, Honda                             | Giacomo Agostini, MV Agusta                      | Chris Conn, Norton                               |
| 1967 | Senior TT                                        | Mountain Course                                  | 500cc                                            | Mike Hailwood, Honda                             | Peter Williams, Matchless                        | Steve Spencer, Norton                            |
| 1968 | Senior TT                                        | Mountain Course                                  | 500cc                                            | Giacomo Agostini, MV Agusta                      | Brian Ball, Seeley                               | Barry Randle, Petty-Norton                       |
| 1969 | Senior TT                                        | Mountain Course                                  | 500cc                                            | Giacomo Agostini, MV Agusta                      | Alan Barnett, Kirby-Métisse                      | Tom Dickie, Kuhn-Seeley                          |
| 1970 | Senior TT                                        | Mountain Course                                  | 500cc                                            | Giacomo Agostini, MV Agusta                      | Peter Williams, Arter-Matchless                  | Bill Smith, Kawasaki                             |
| 1971 | Senior TT                                        | Mountain Course                                  | 500cc                                            | Giacomo Agostini, MV Agusta                      | Peter Williams, Arter-Matchless                  | Frank Perris, Suzuki                             |
| 1972 | Senior TT                                        | Mountain Course                                  | 500cc                                            | Giacomo Agostini, MV Agusta                      | Alberto Pagani, MV Agusta                        | Mick Grant, Kawasaki                             |
| 1973 | Senior TT                                        | Mountain Course                                  | 500cc                                            | Jack Findlay, Suzuki                             | Peter Williams, Matchless                        | Charlie Sandby, Suzuki                           |
| 1974 | Senior TT                                        | Mountain Course                                  | 500cc                                            | Phil Carpenter, Yamaha                           | Charlie Williams, Yamaha                         | Tony Rutter, Yamaha                              |
| 1975 | Senior TT                                        | Mountain Course                                  | 500cc                                            | Mick Grant, Kawasaki                             | John Williams, Yamaha                            | Chas Mortimer, Yamaha                            |
| 1976 | Senior TT                                        | Mountain Course                                  | 500cc                                            | Tom Herron, Yamaha                               | Ian Richards, Yamaha                             | Billy Guthrie, Yamaha                            |
| 1977 | Senior TT                                        | Mountain Course                                  | 500cc                                            | Phil Read, Suzuki                                | Tom Herron, Yamaha                               | Eddie Roberts, Suzuki                            |
| 1978 | Senior TT                                        | Mountain Course                                  | 500cc                                            | Tom Herron, Suzuki                               | Billy Guthrie, Suzuki                            | Chas Mortimer, Yamaha                            |
| 1979 | Senior TT                                        | Mountain Course                                  | 500cc                                            | Mike Hailwood, Suzuki                            | Tony Rutter, Suzuki                              | Dennis Ireland, Suzuki                           |
| 1980 | Senior TT                                        | Mountain Course                                  | 500cc                                            | Graeme Crosby, Suzuki                            | Steve Cull, Suzuki                               | Steve Ward, Suzuki                               |
| 1981 | Senior TT                                        | Mountain Course                                  | 500cc                                            | Mick Grant, Suzuki                               | Donny Robinson, Yamaha                           | John Newbold, Suzuki                             |
| 1982 | Senior 350cc TT                                  | Mountain Course                                  | 350cc                                            | Tony Rutter, Yamaha                              | Phil Mellor, Yamaha                              | Graham Cannell, Yamaha                           |
| 1982 | Senior 500cc TT                                  | Mountain Course                                  | 500cc                                            | Norman Brown, Suzuki                             | Jon Ekerold, Suzuki                              | Dennis Ireland, Suzuki                           |
| 1983 | Senior Classic TT                                | Mountain Course                                  | 500 cc                                           | Rob McElnea, Suzuki                              | Con Law, Suzuki                                  | Joey Dunlop, Honda                               |
| 1984 | Senior TT                                        | Mountain Course                                  | 500 cc                                           | Rob McElnea, Suzuki                              | Roger Marshall, Honda                            | Trevor Nation, Suzuki                            |
| 1985 | Senior TT                                        | Mountain Course                                  | 1.000cc                                          | Joey Dunlop, Rothmans Honda                      | Roger Marshall, Rothmans Honda                   | Mark Johns, Suzuki                               |
| 1986 | Senior TT                                        | Mountain Course                                  | 1.000cc                                          | Roger Burnett, Rothmans Honda                    | Geoff Johnson, Honda                             | Barry Woodland, Suzuki                           |
| 1987 | Rizla Senior TT                                  | Mountain Course                                  | 1.000cc                                          | Joey Dunlop, Shell Gemini Honda                  | Geoff Johnson, Loctite Yamaha                    | Roger Marshall, Skoal Bandit Heron Suzuki        |
| 1988 | Senior TT                                        | Mountain Course                                  | 1.000cc                                          | Joey Dunlop, Shell Gemini Honda                  | Steve Hislop, Honda                              | Geoff Johnson, Bimota Yamaha                     |
| 1989 | Senior TT                                        | Mountain Course                                  | 1.000cc                                          | Steve Hislop, Honda                              | Nick Jefferies, Yamaha                           | Graeme McGregor, Honda                           |
| 1990 | Senior TT                                        | Mountain Course                                  | 750cc                                            | Carl Fogarty, Honda                              | Trevor Nation, Norton                            | Dave Leach, Yamaha                               |
| 1991 | Senior TT                                        | Mountain Course                                  | 750cc                                            | Steve Hislop, Silkolene Honda                    | Joey Dunlop, Silkolene Honda                     | Phillip McCallen, Silkolene Honda                |
| 1992 | A. McAlpine (IoM) Senior TT                      | Mountain Course                                  | 750cc                                            | Steve Hislop, Norton                             | Carl Fogarty, Yamaha                             | Robert Dunlop, Norton                            |
| 1993 | Senior TT                                        | Mountain Course                                  | 750cc                                            | Phillip McCallen, Honda                          | Nick Jefferies, Honda                            | Steve Ward, Honda                                |
| 1994 | Senior TT                                        | Mountain Course                                  | 750cc                                            | Steve Hislop, Castrol Honda                      | Phillip McCallen, Castrol Honda                  | Joey Dunlop, Castrol Honda                       |
| 1995 | Senior TT                                        | Mountain Course                                  | 750cc                                            | Joey Dunlop, Castrol Honda                       | Iain Duffus, Top Gun Ducati                      | Steve Ward, Castrol Honda                        |
| 1996 | Senior TT                                        | Mountain Course                                  | 750cc                                            | Phillip McCallen, Honda Britain                  | Joey Dunlop, Honda Britain                       | Nick Jefferies, Honda Britain                    |
| 1997 | Senior TT                                        | Mountain Course                                  | 750cc                                            | Phillip McCallen, Honda Britain                  | Jim Moodie, Padgett Honda                        | Ian Simpson, V&M Honda Britain                   |
| 1998 | Senior TT                                        | Mountain Course                                  | 750cc                                            | Ian Simpson, Honda Britain                       | Bob Jackson, McAdoo Kawasaki                     | James Courtney, Tillston Honda                   |
| 1999 | Senior TT                                        | Mountain Course                                  | 1.000cc                                          | David Jefferies, V&M Yamaha                      | Iain Duffus, V&M Yamaha                          | Ian Lougher, Sabre Honda                         |
| 2000 | Senior TT                                        | Mountain Course                                  | 1.000cc                                          | David Jefferies, V&M Yamaha                      | Michael Rutter, Yamaha                           | Joey Dunlop, Vimto Honda                         |
| 2001 | Niet verreden wegens mond-en-klauwzeer-crisis    | Niet verreden wegens mond-en-klauwzeer-crisis    | Niet verreden wegens mond-en-klauwzeer-crisis    | Niet verreden wegens mond-en-klauwzeer-crisis    | Niet verreden wegens mond-en-klauwzeer-crisis    | Niet verreden wegens mond-en-klauwzeer-crisis    |
| 2002 | Standard Bank Offshore Senior TT                 | Mountain Course                                  | 1.000cc                                          | David Jefferies, TAS Suzuki                      | Ian Lougher, TAS Suzuki                          | John McGuinness, Honda                           |
| 2003 | Standard Bank Offshore Senior TT                 | Mountain Course                                  | 1.000cc                                          | Adrian Archibald, TAS Suzuki                     | John McGuinness, Monster Mob Ducati              | Ian Lougher, Honda                               |
| 2004 | Standard Bank Offshore Senior TT                 | Mountain Course                                  | 1.000cc                                          | Adrian Archibald, TAS Suzuki                     | Bruce Anstey, TAS Suzuki                         | Gary Carswell, HM Suzuki                         |
| 2005 | Strand Shopping Centre Senior TT                 | Mountain Course                                  | 1.000cc                                          | John McGuinness, Yamaha                          | Ian Lougher, Honda                               | Guy Martin, Suzuki                               |
| 2006 | 2e2 Senior TT                                    | Mountain Course                                  | 1.000cc                                          | John McGuinness, Honda                           | Cameron Donald, Honda                            | Bruce Anstey, Suzuki                             |
| 2007 | Pokerstars Senior TT                             | Mountain Course                                  | 1.000cc                                          | John McGuinness, Honda                           | Guy Martin, Honda                                | Ian Hutchinson, Honda                            |
| 2008 | Dainese Senior TT                                | Mountain Course                                  | 1.000cc                                          | John McGuinness, Padgett’s Manx Gas Racing Honda | Cameron Donald, Suzuki                           | Ian Hutchinson, Yamaha                           |
| 2009 | Pokerstars Senior TT                             | Mountain Course                                  | 1.000cc                                          | Steve Plater, Honda                              | Conor Cummins, Kawasaki                          | Gary Johnson, Honda                              |
| 2010 | Dainese Senior TT                                | Mountain Course                                  | 1.000cc                                          | Ian Hutchinson, Honda                            | Ryan Farquhar, Kawasaki                          | Bruce Anstey, Suzuki                             |
| 2011 | Pokerstars Senior TT                             | Mountain Course                                  | 1.000cc                                          | John McGuinness, Honda                           | Guy Martin, Suzuki                               | Bruce Anstey, Honda                              |
| 2012 | Niet verreden wegens slechte weersomstandigheden | Niet verreden wegens slechte weersomstandigheden | Niet verreden wegens slechte weersomstandigheden | Niet verreden wegens slechte weersomstandigheden | Niet verreden wegens slechte weersomstandigheden | Niet verreden wegens slechte weersomstandigheden |
| 2013 | Pokerstars Senior TT                             | Mountain Course                                  | 1.000cc                                          | John McGuinness, TT Legends Honda                | Michael Dunlop, TT Legends Honda                 | Bruce Anstey, HM PLant Honda                     |
| 2014 | Pokerstars Senior TT                             | Mountain Course                                  | 1.000cc                                          | Michael Dunlop, Hawk Racing BMW                  | Conor Cummins, Honda Racing                      | Guy Martin, Tyco Suzuki                          |